# Allan Warren
Michael Allan Warren (London,  Egyesült Királyság, 1948. október 26. –)  a  brit társasági élet közismert alakja, egykori színész, író, a brit királyi család, befolyásos politikusok és művészek, és más közéleti hírességek fotóművésze.
A Wikipédián számos általa készített szabad felhasználású fotó neki köszönhető, köztük Solti György portréja fekete-fehérben és színesben is.

## Portré fotógaléria

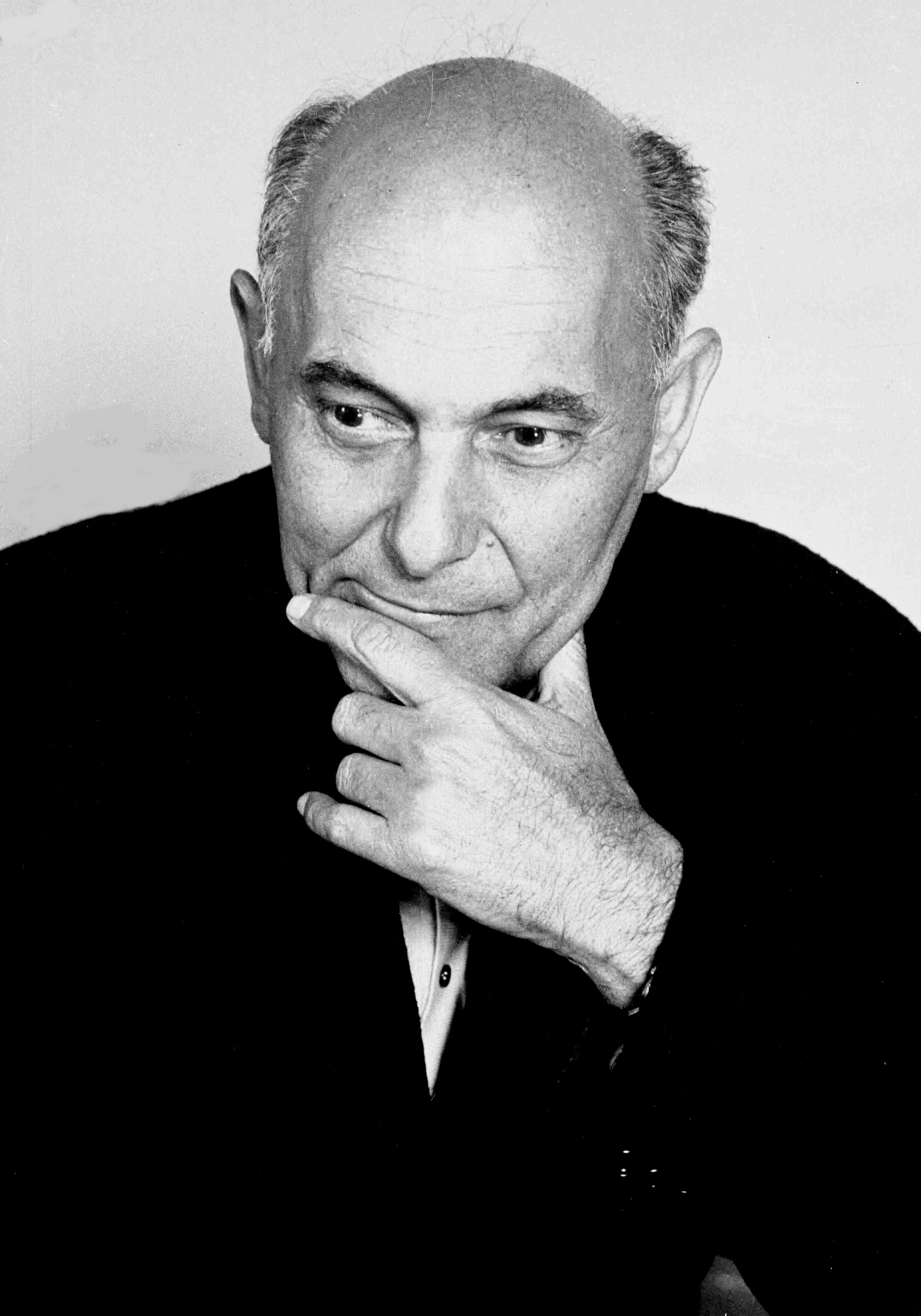
Solti György
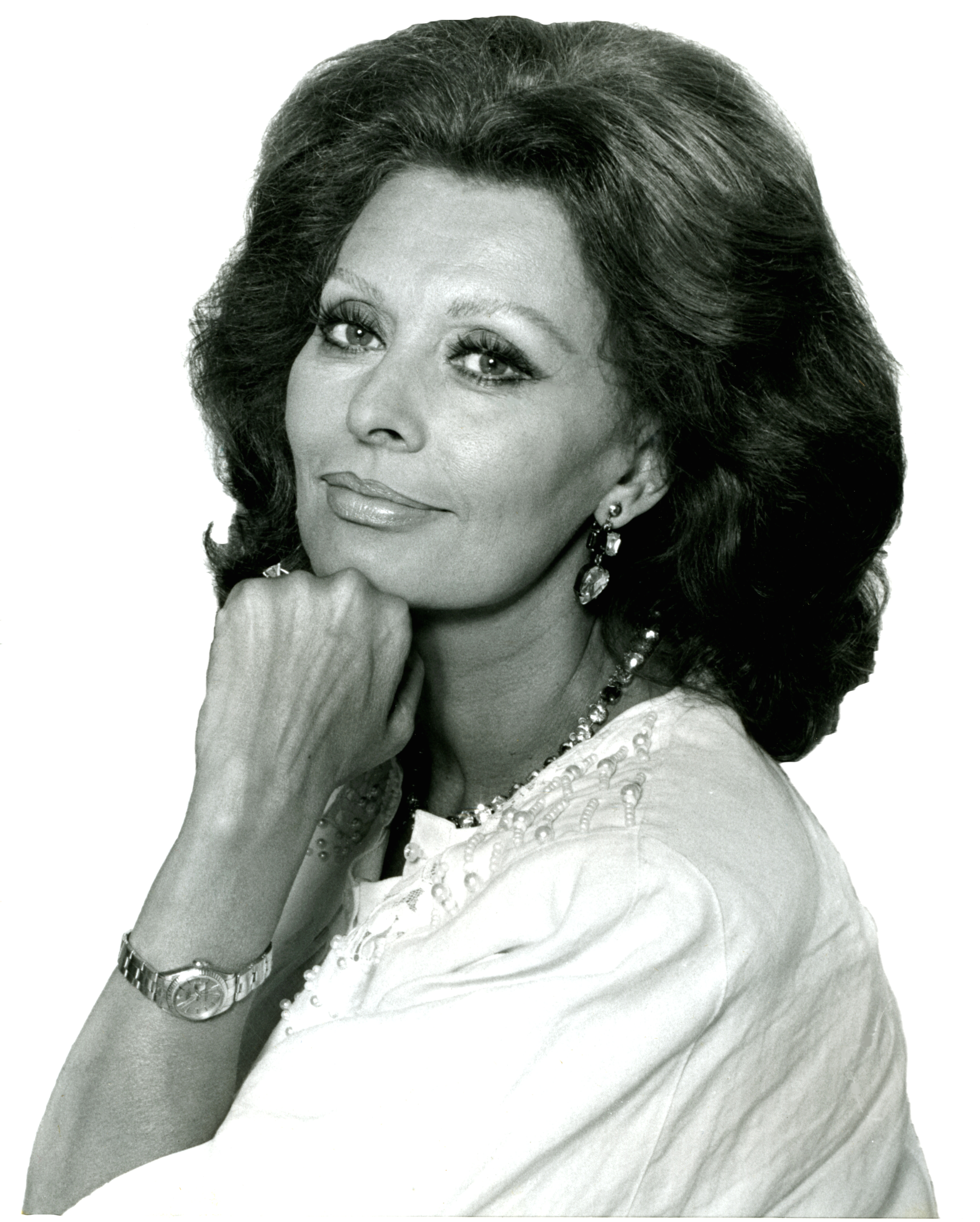
Sophia Loren
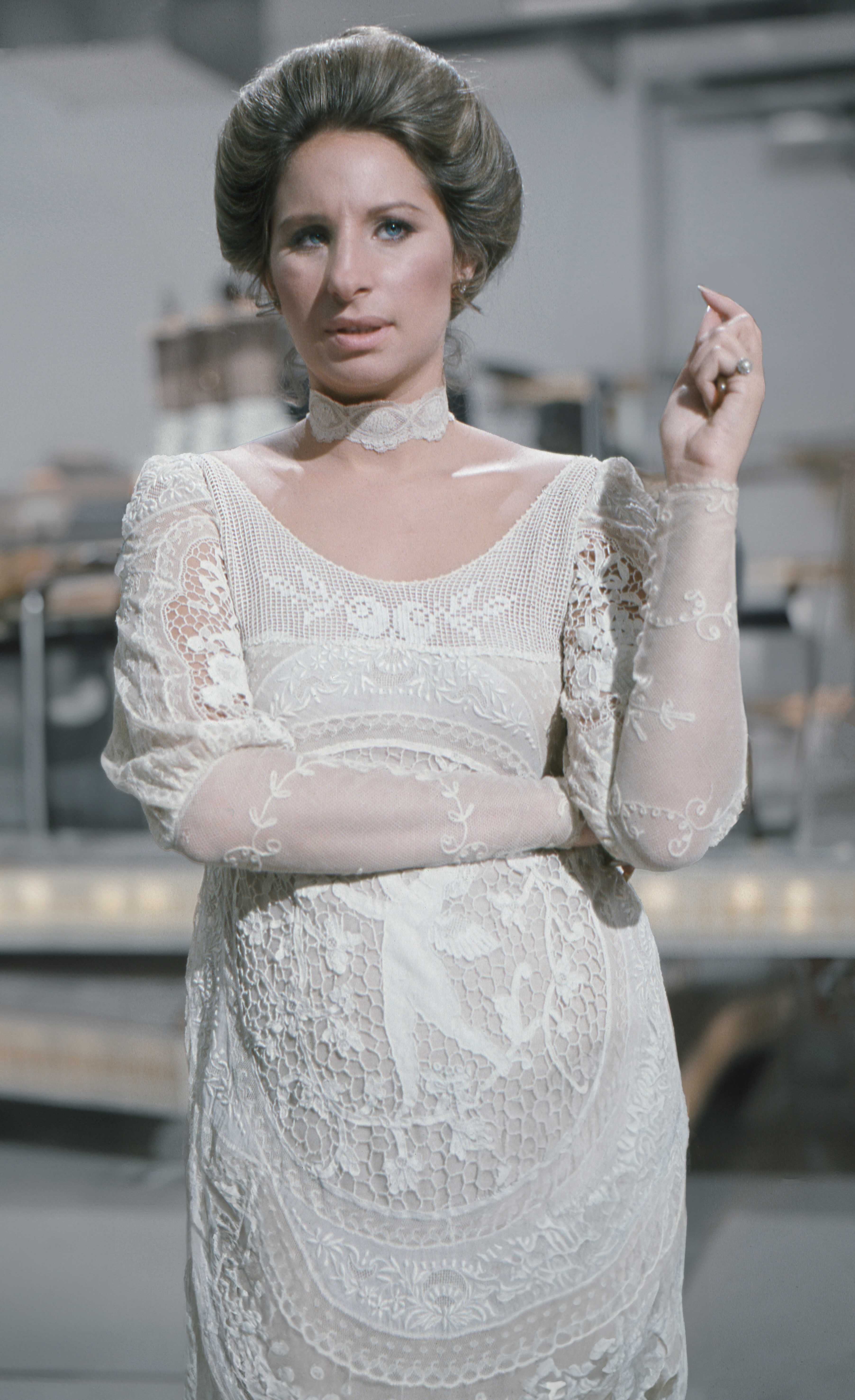
Barbara Streisand
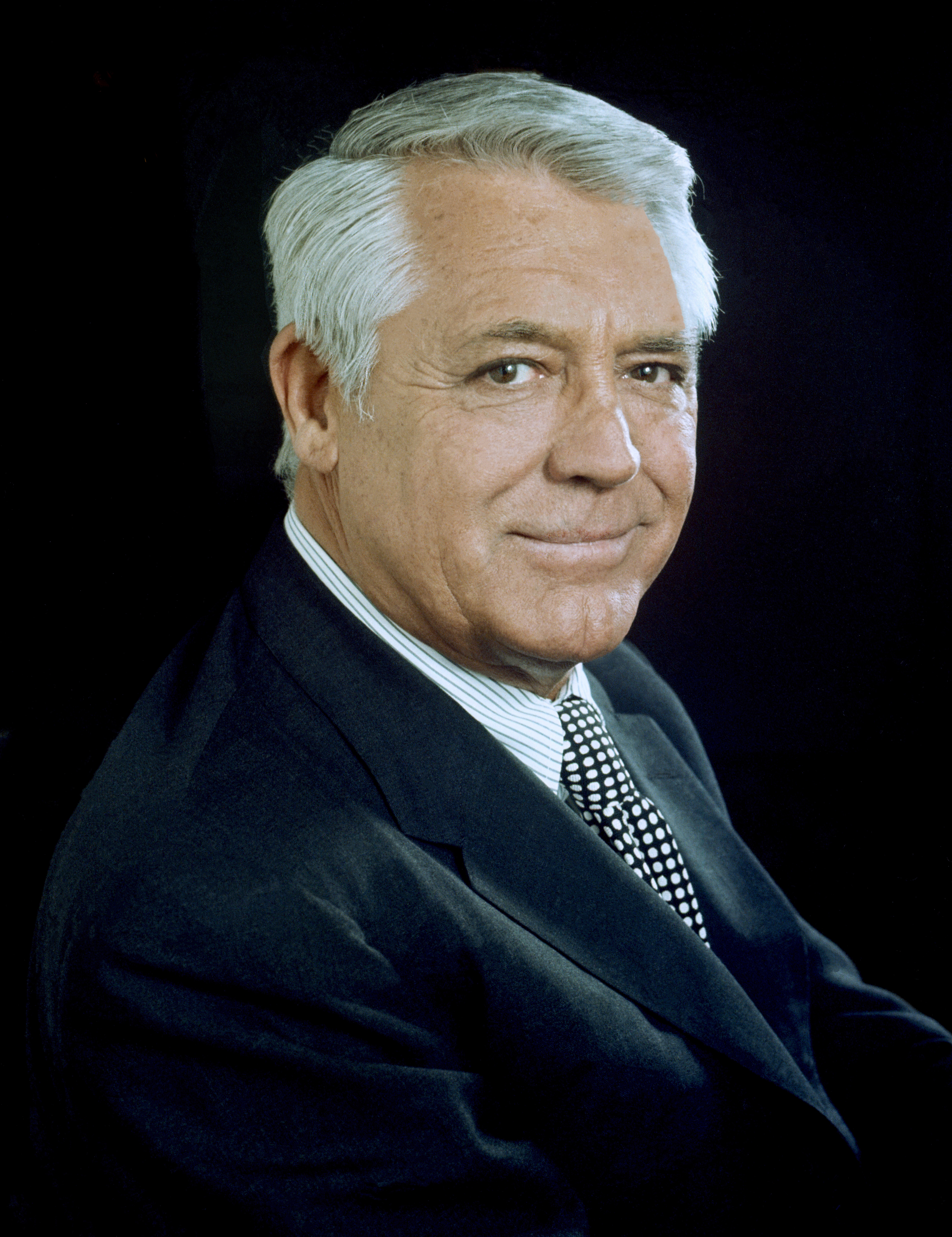
Cary Grant
Alec Guinness
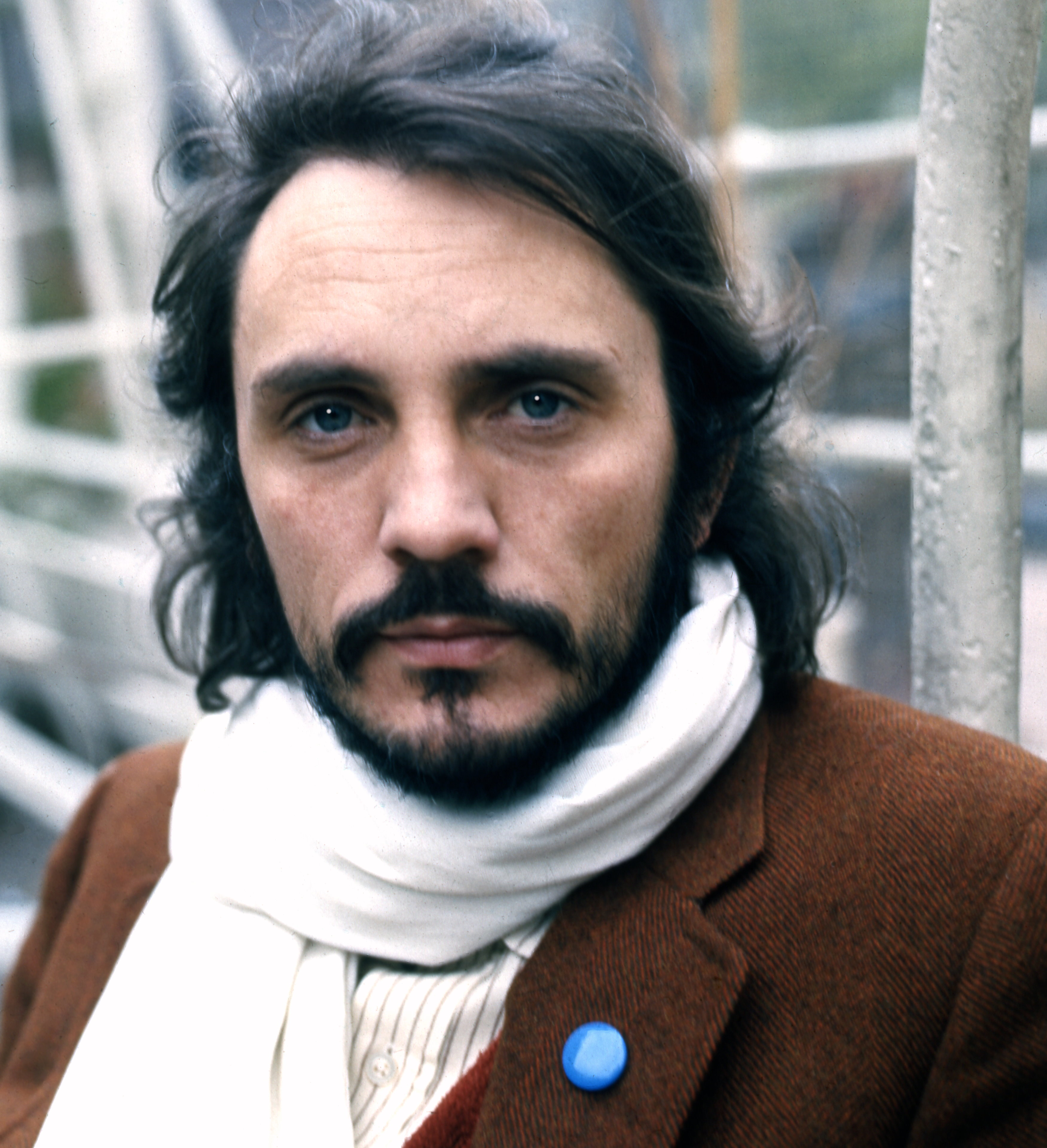
Terence Stamp
Phyllis Diller
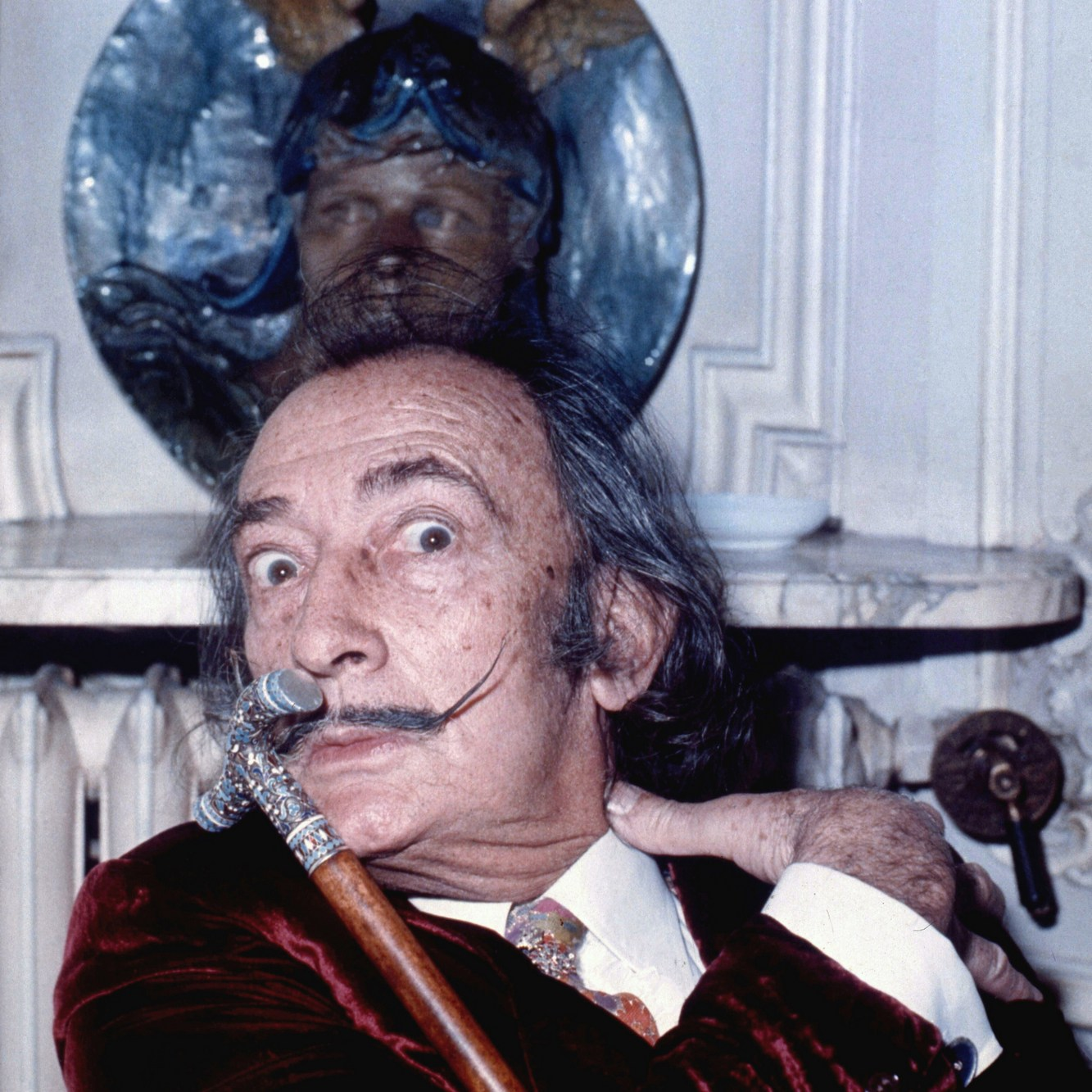
Salvador Dalí
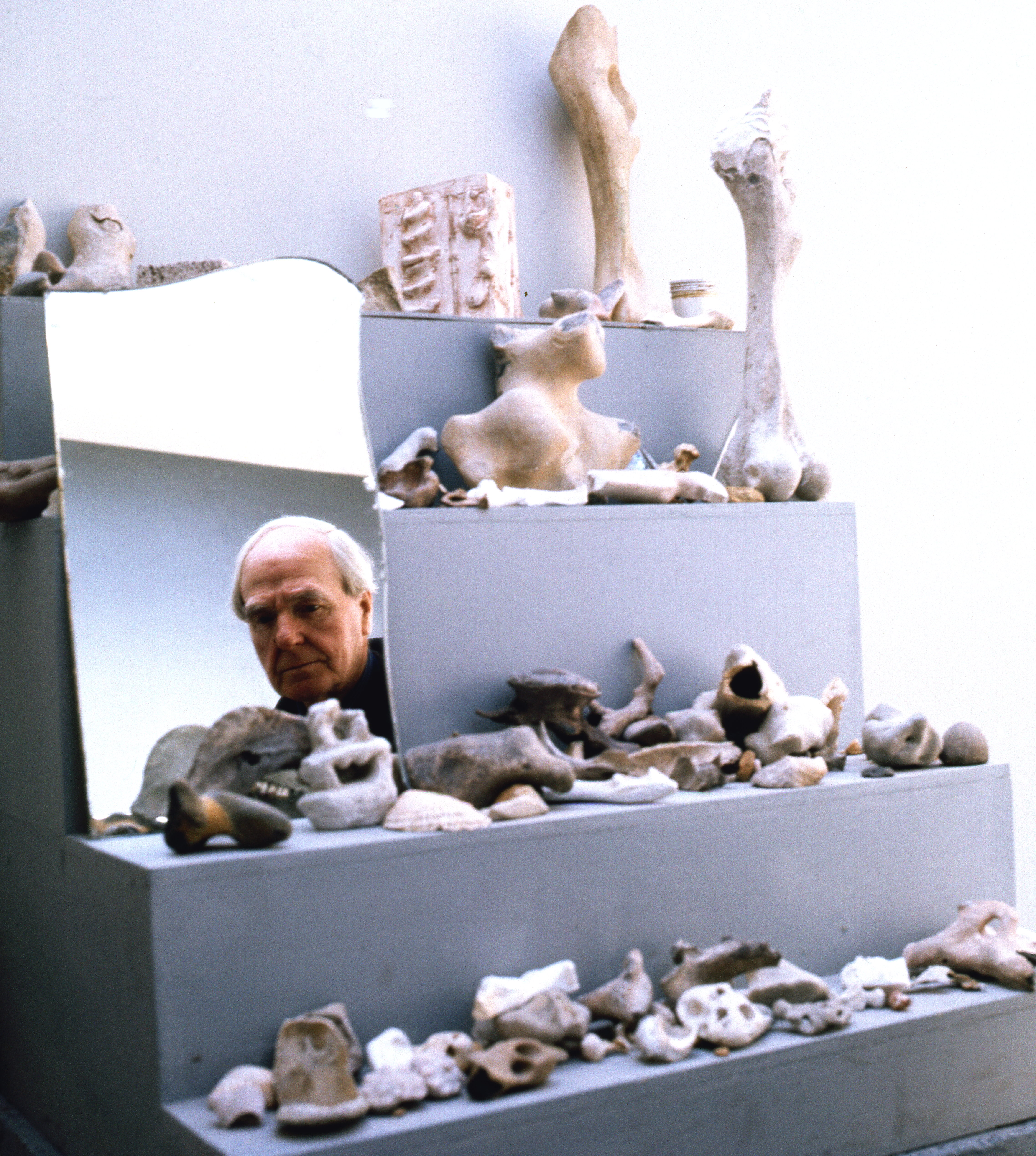
Henry Moore
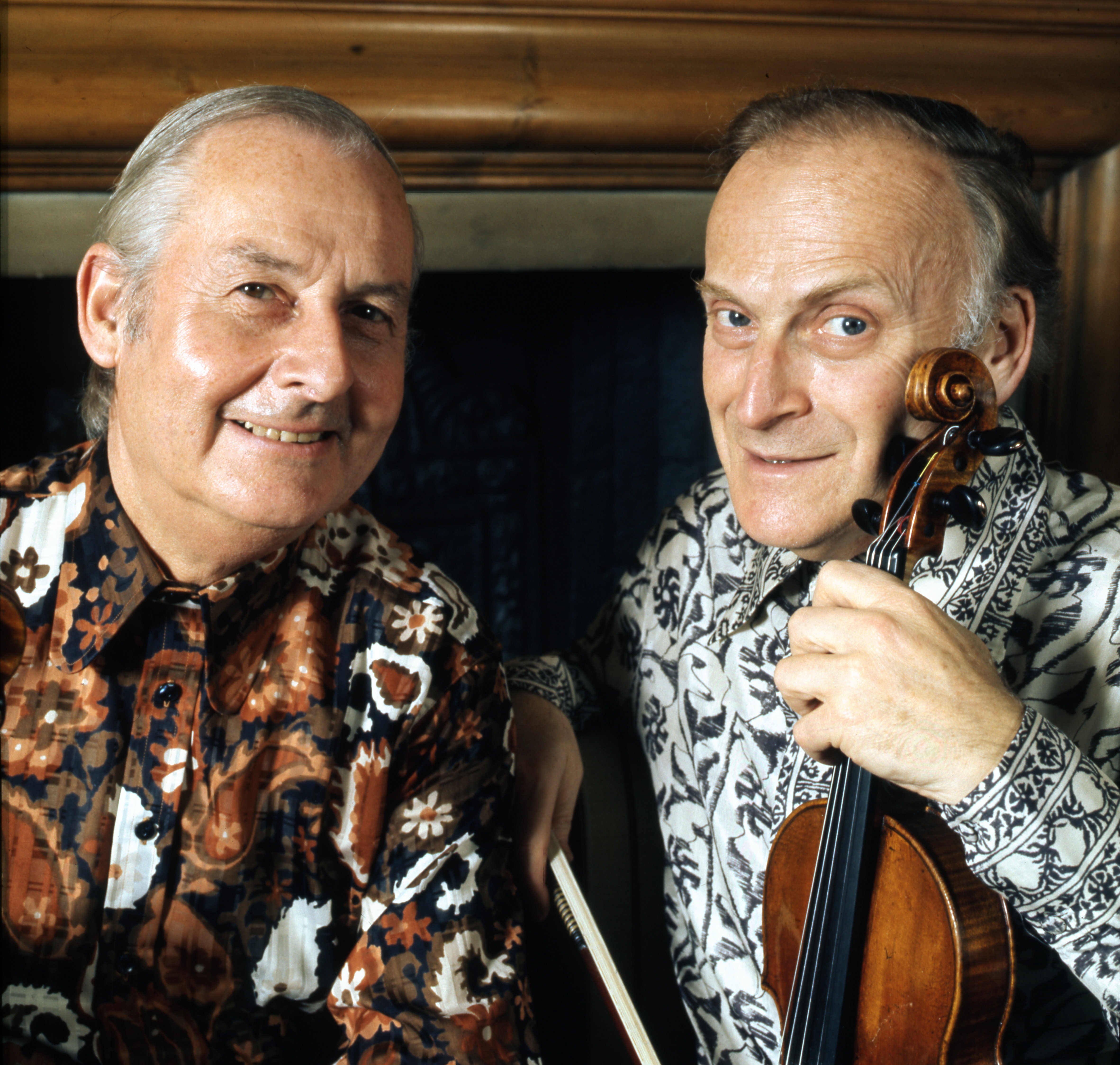
Yehudi Menuhin és Stéphane Grappelli
James Baldwin
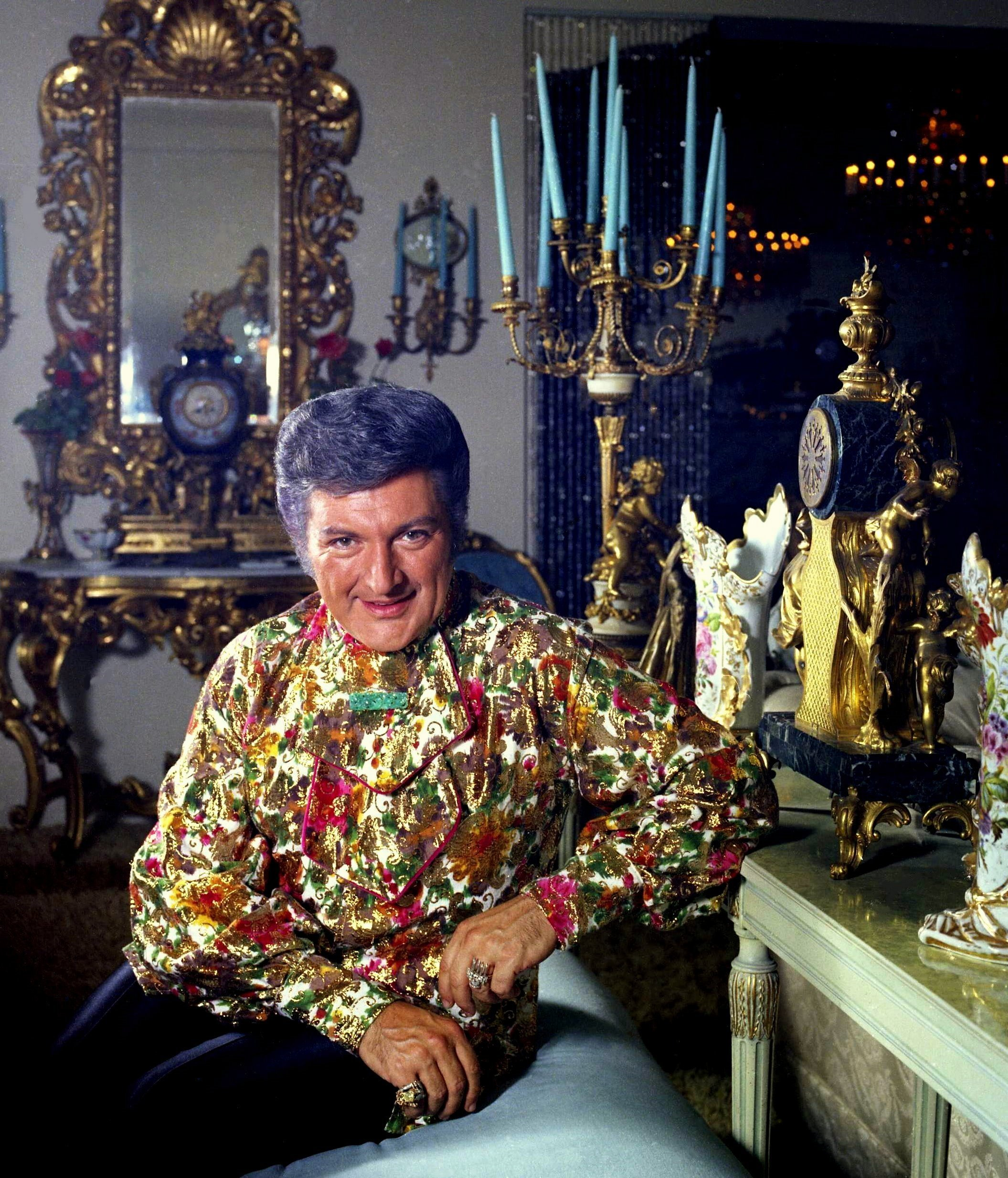
Liberace
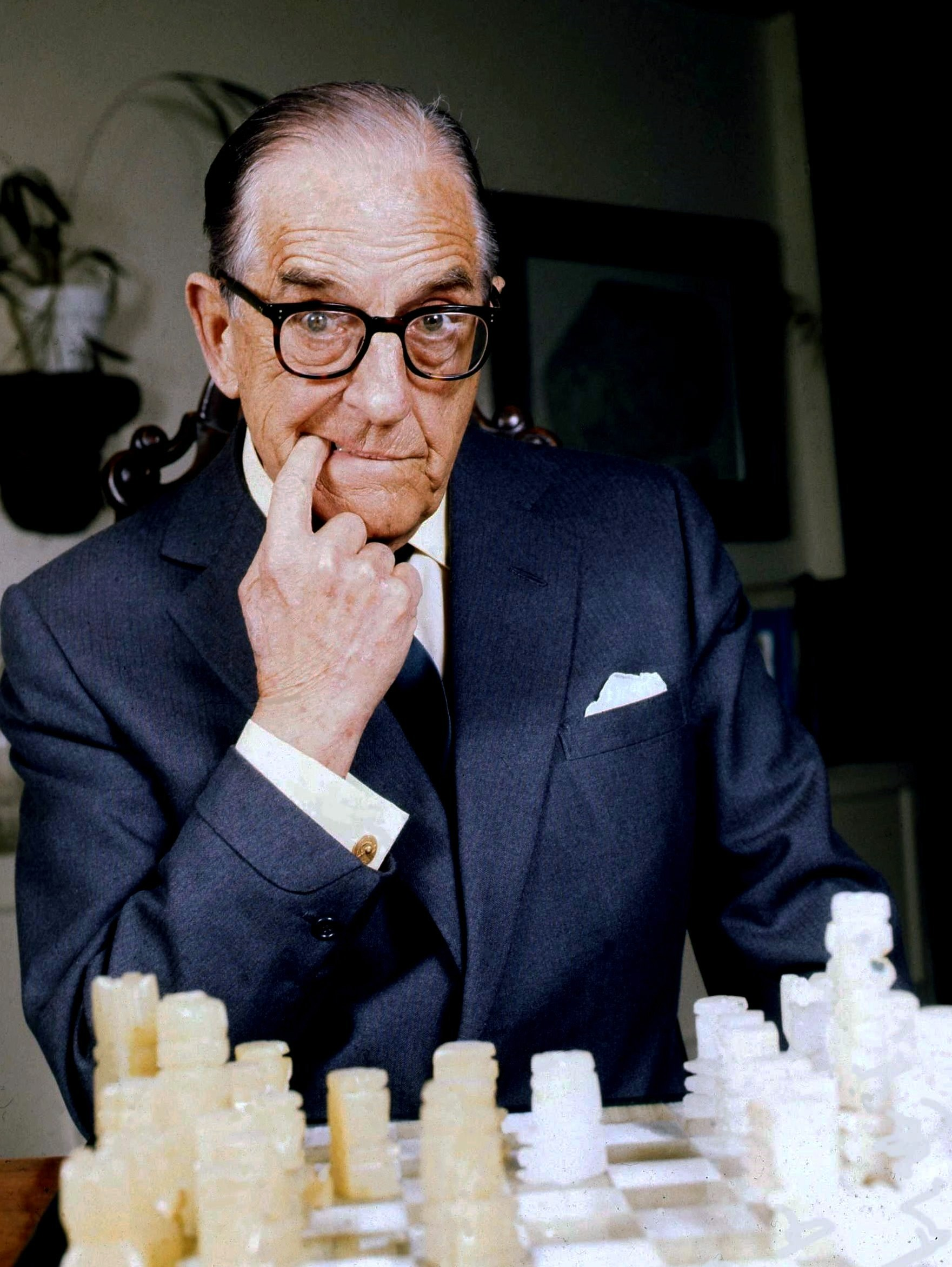
Stanley Holloway
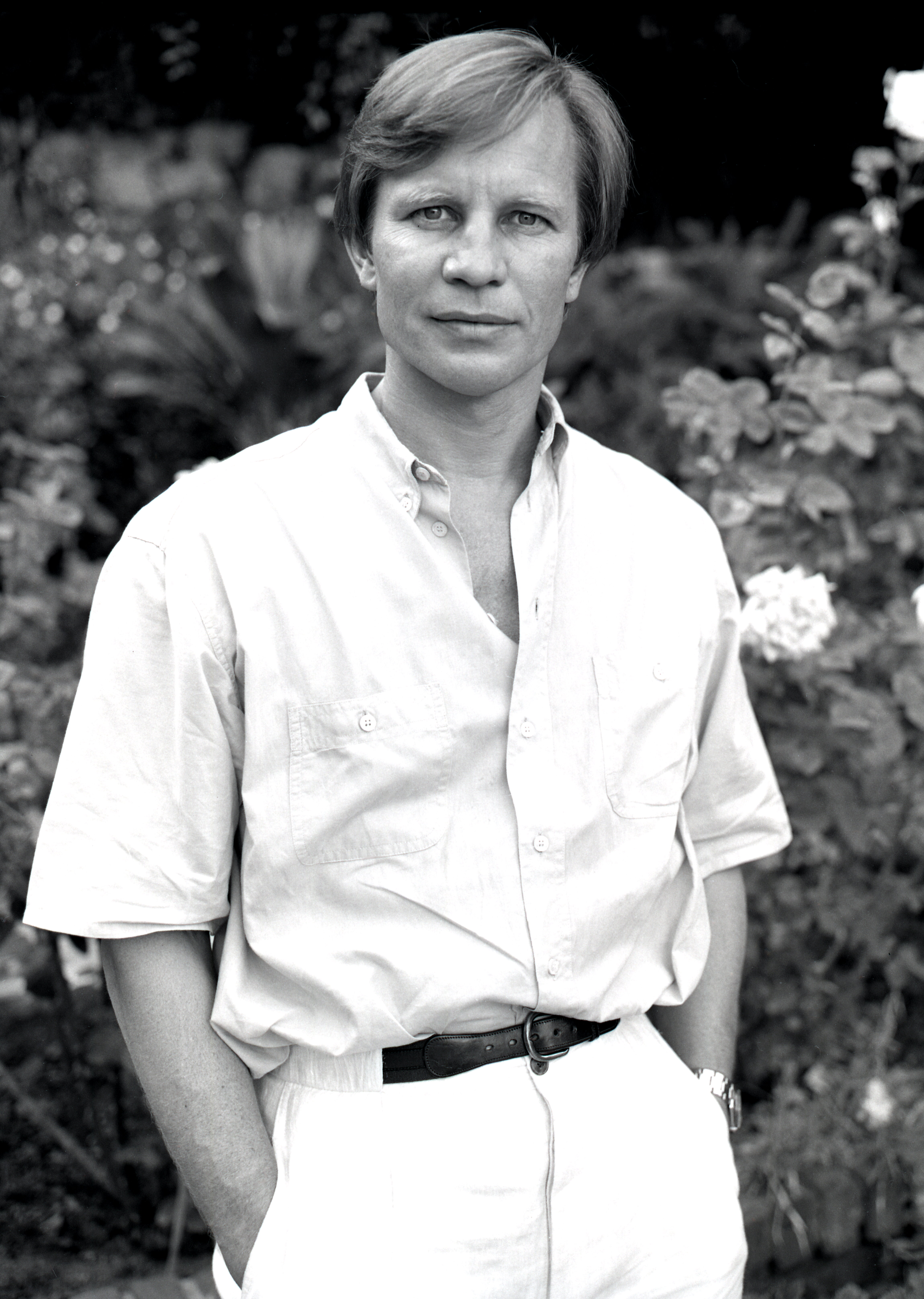
Michael York
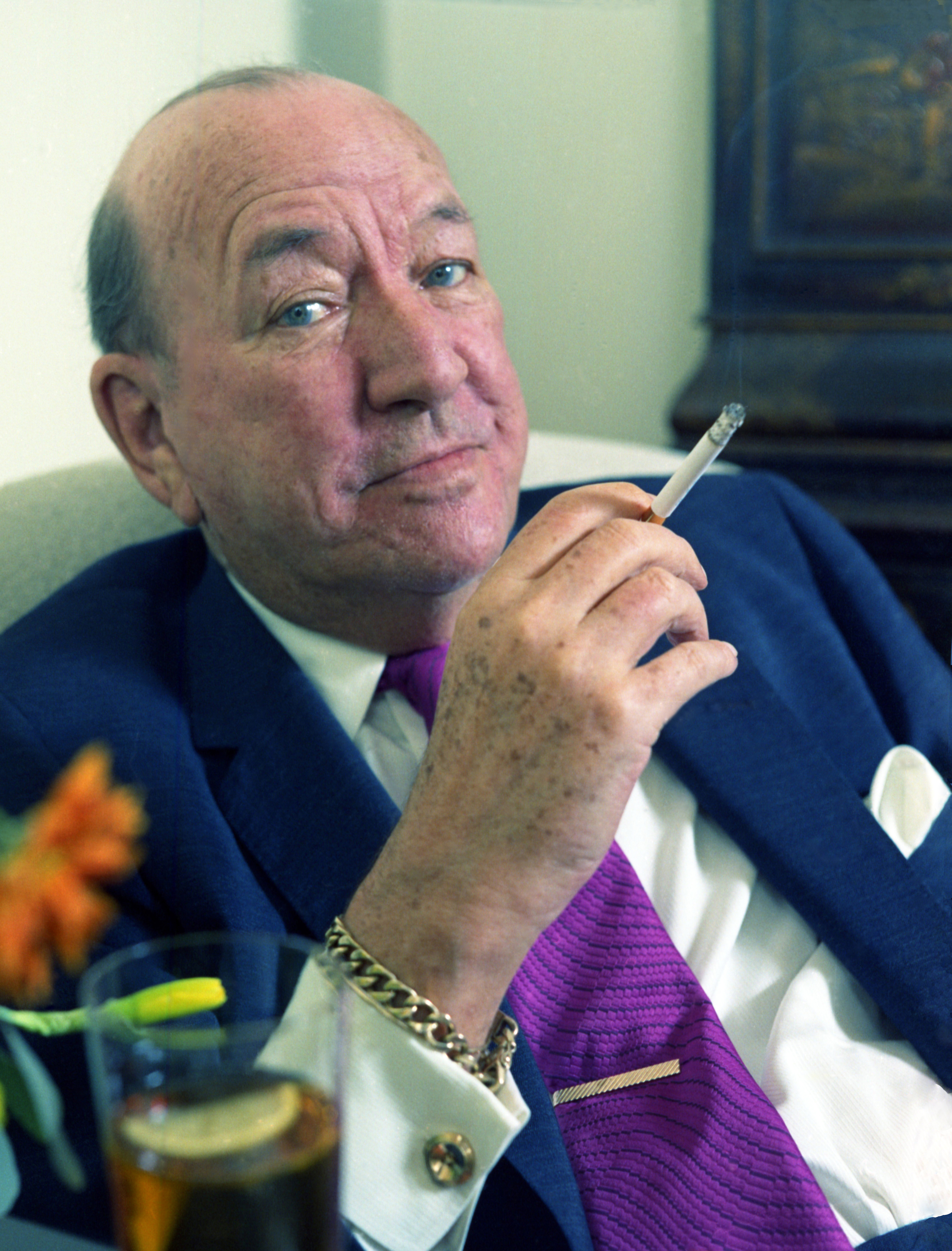
Noël Coward
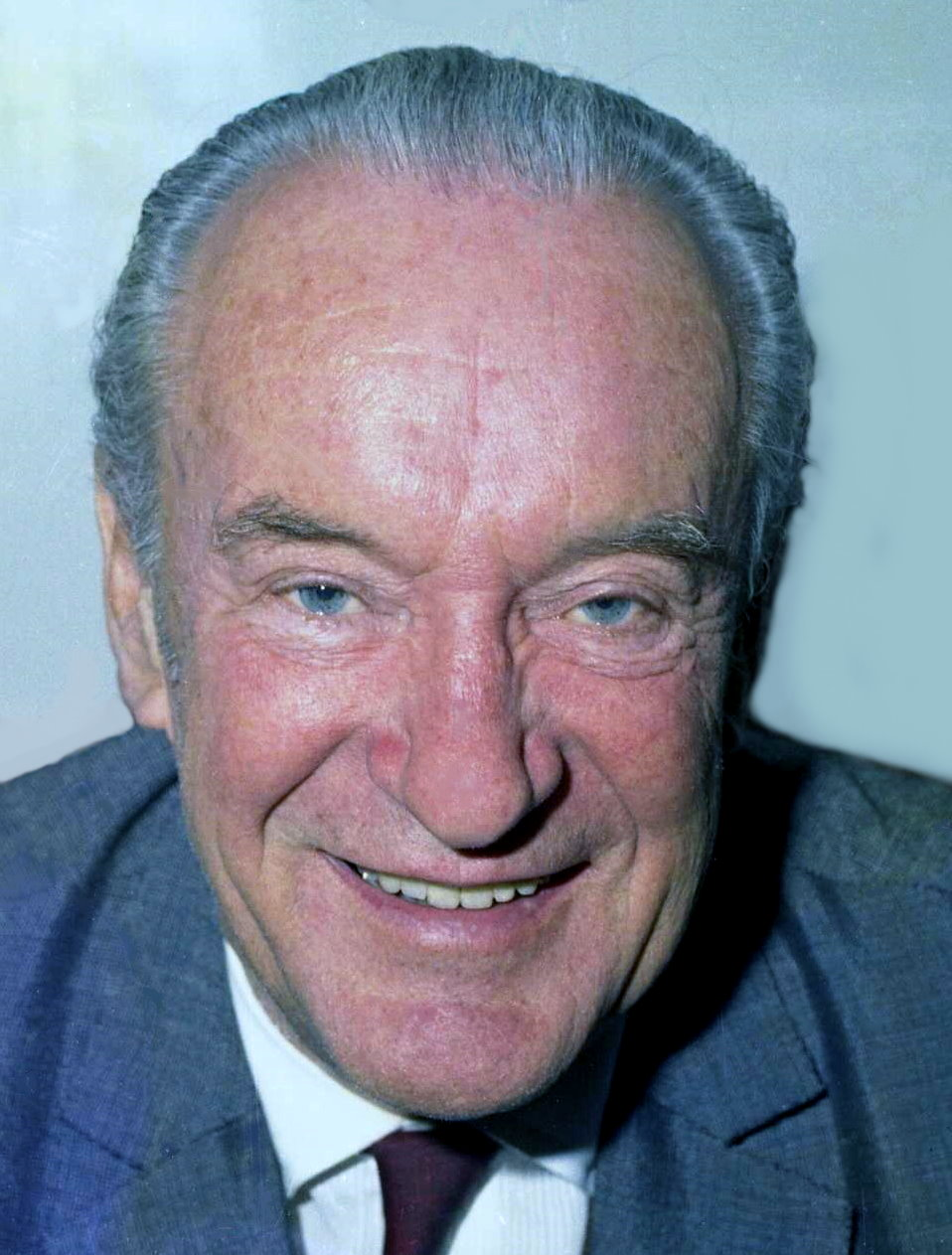
George Sanders
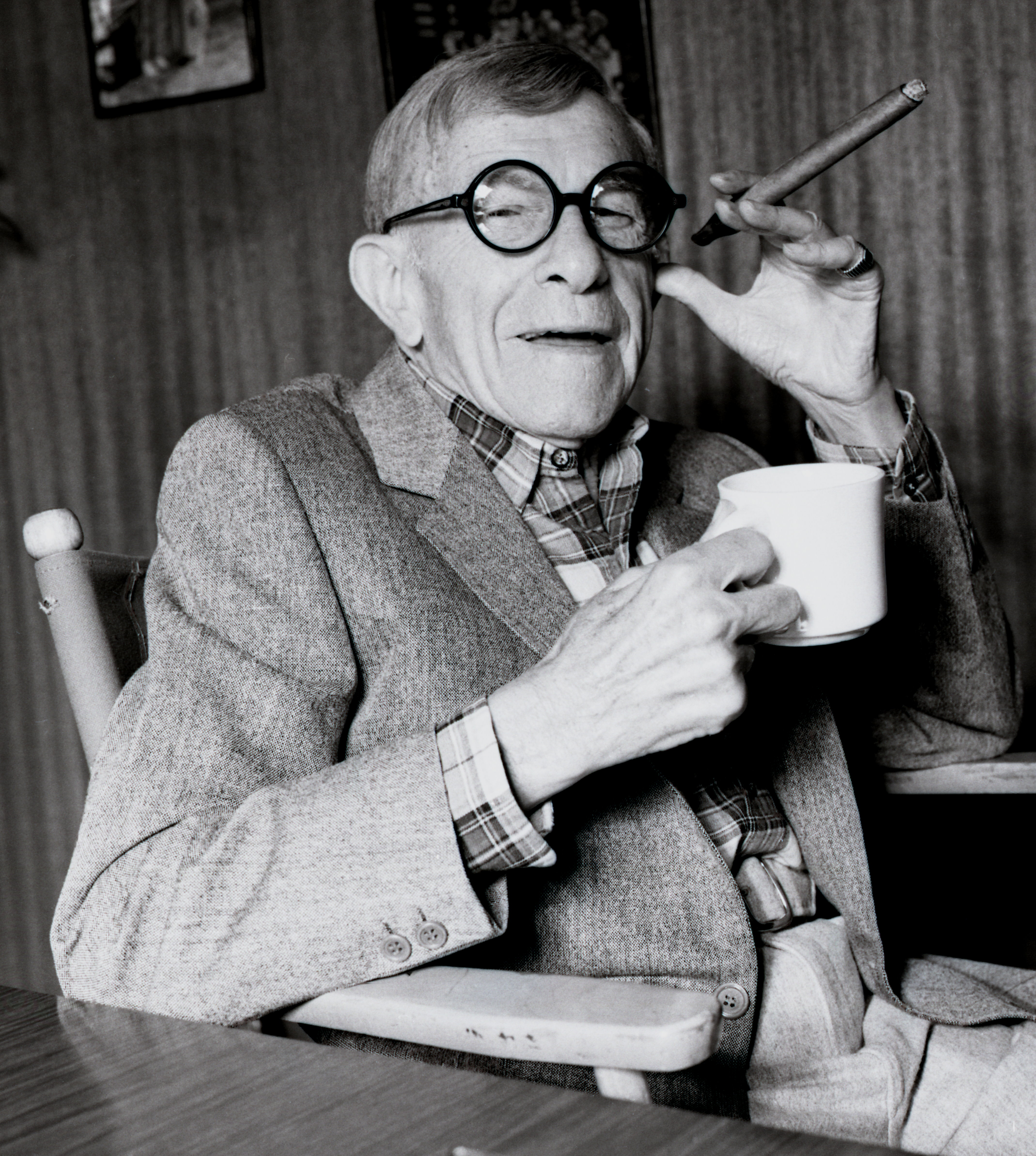
George Burns
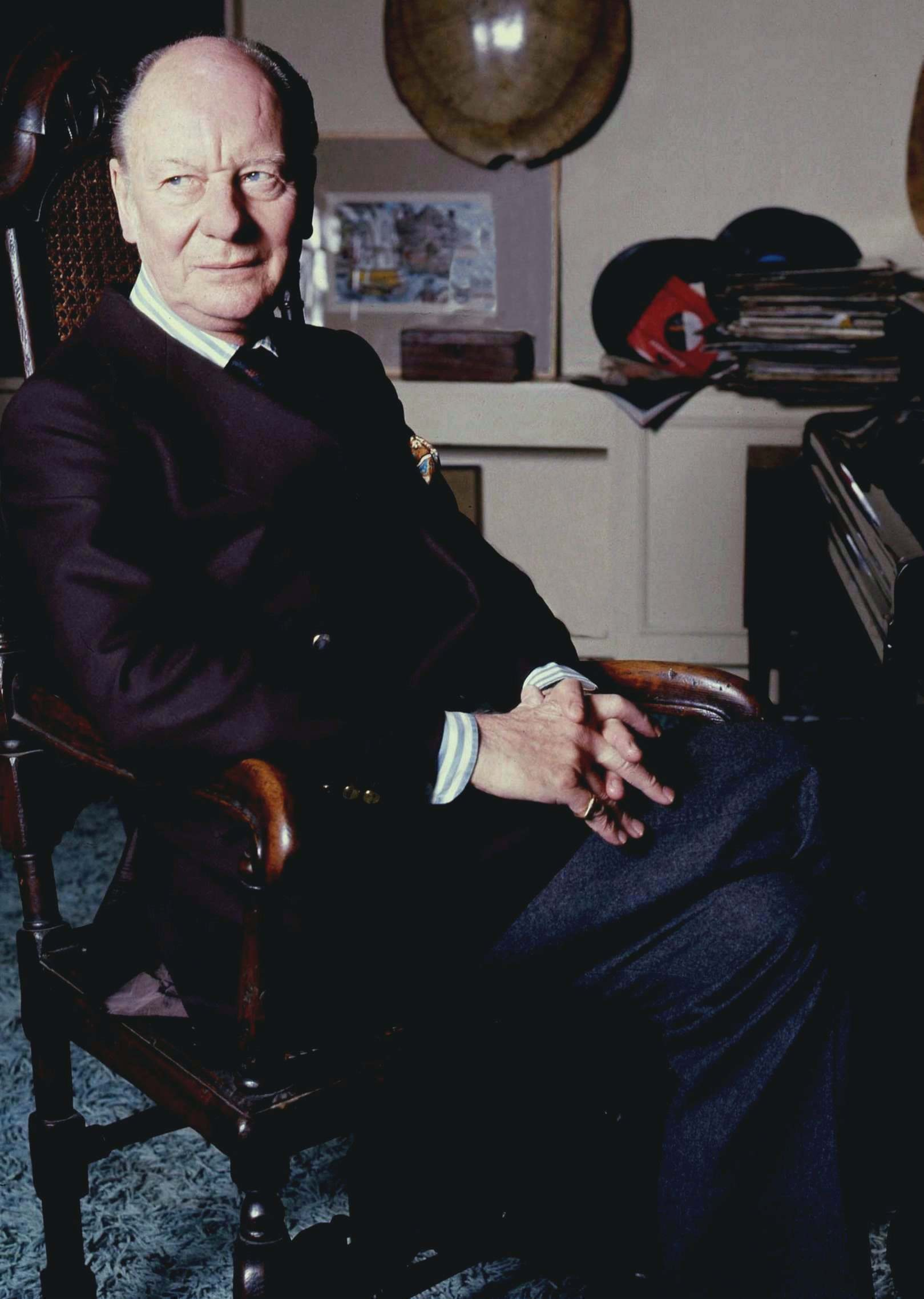
John Gielgud
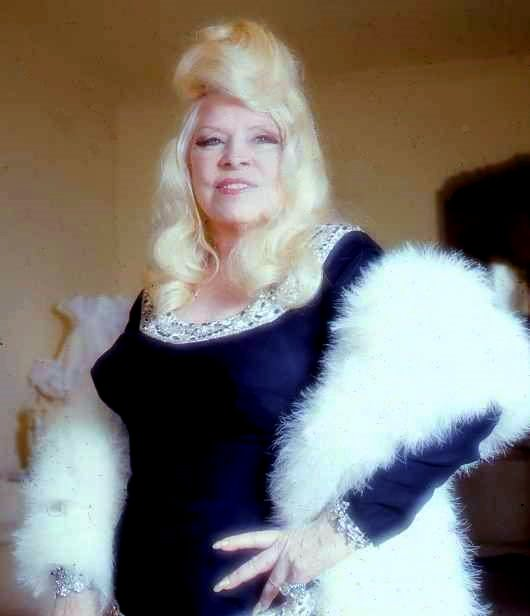
Mae West
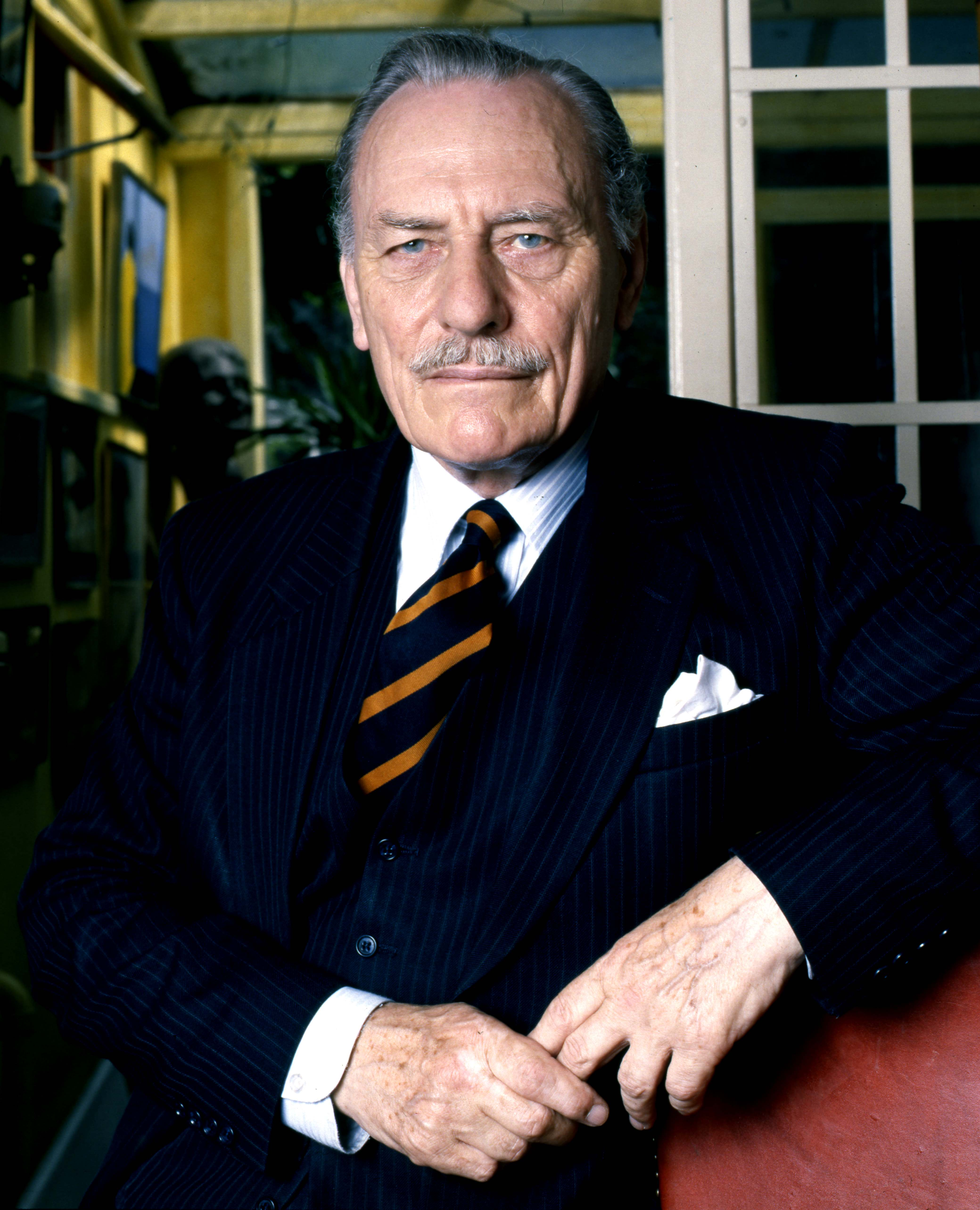
Enoch Powell
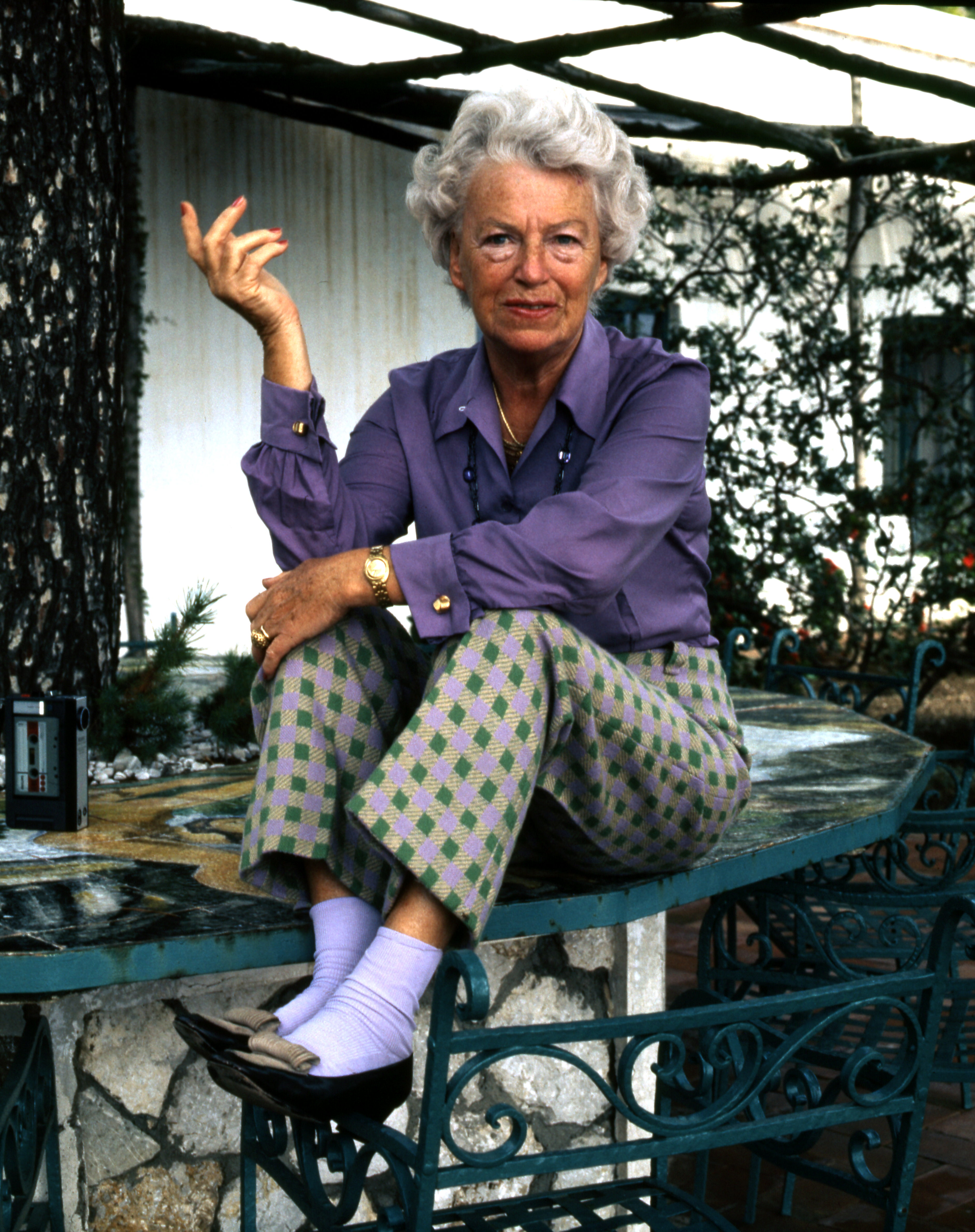
Gracie Fields
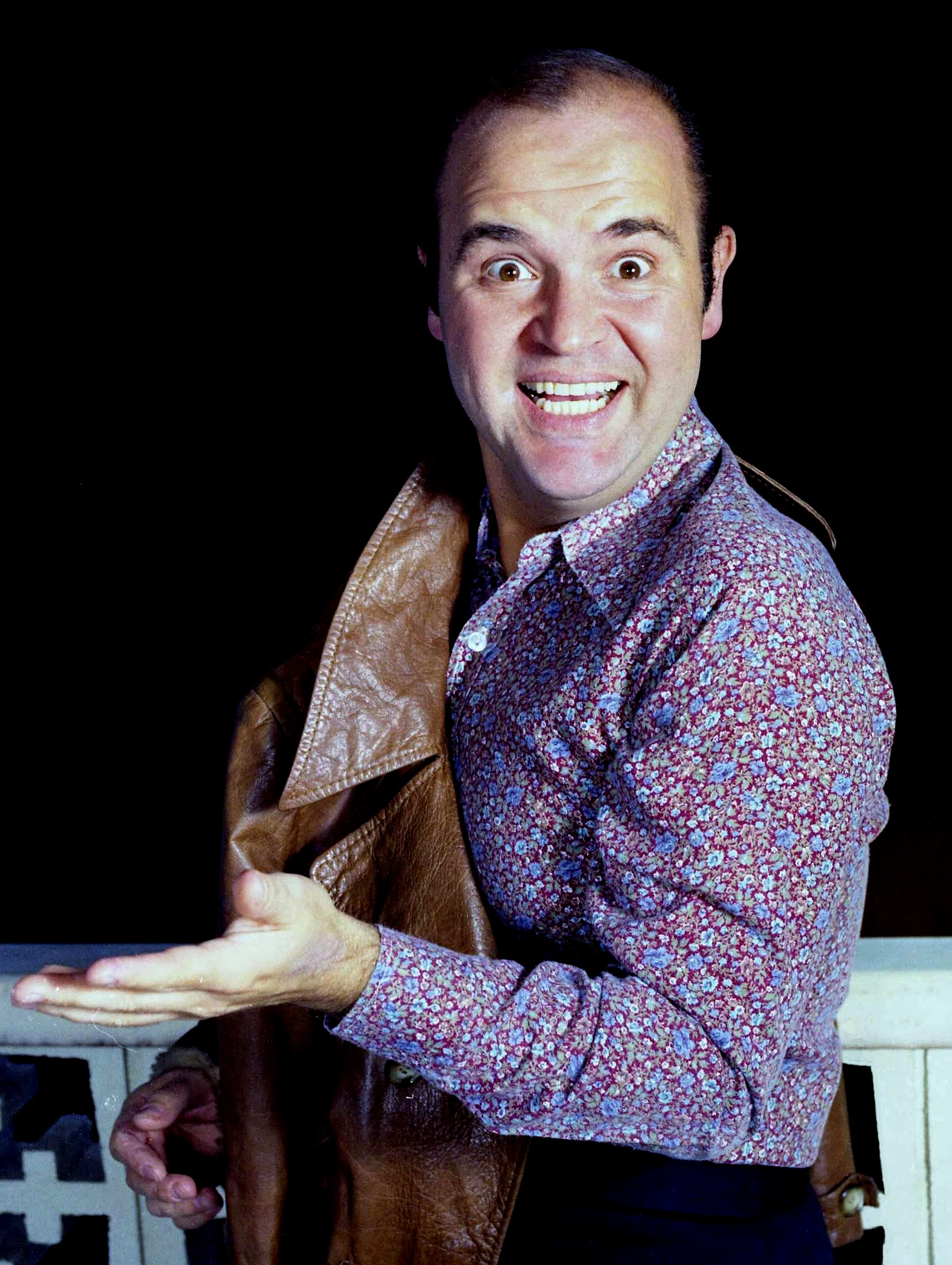
Dom Deluise
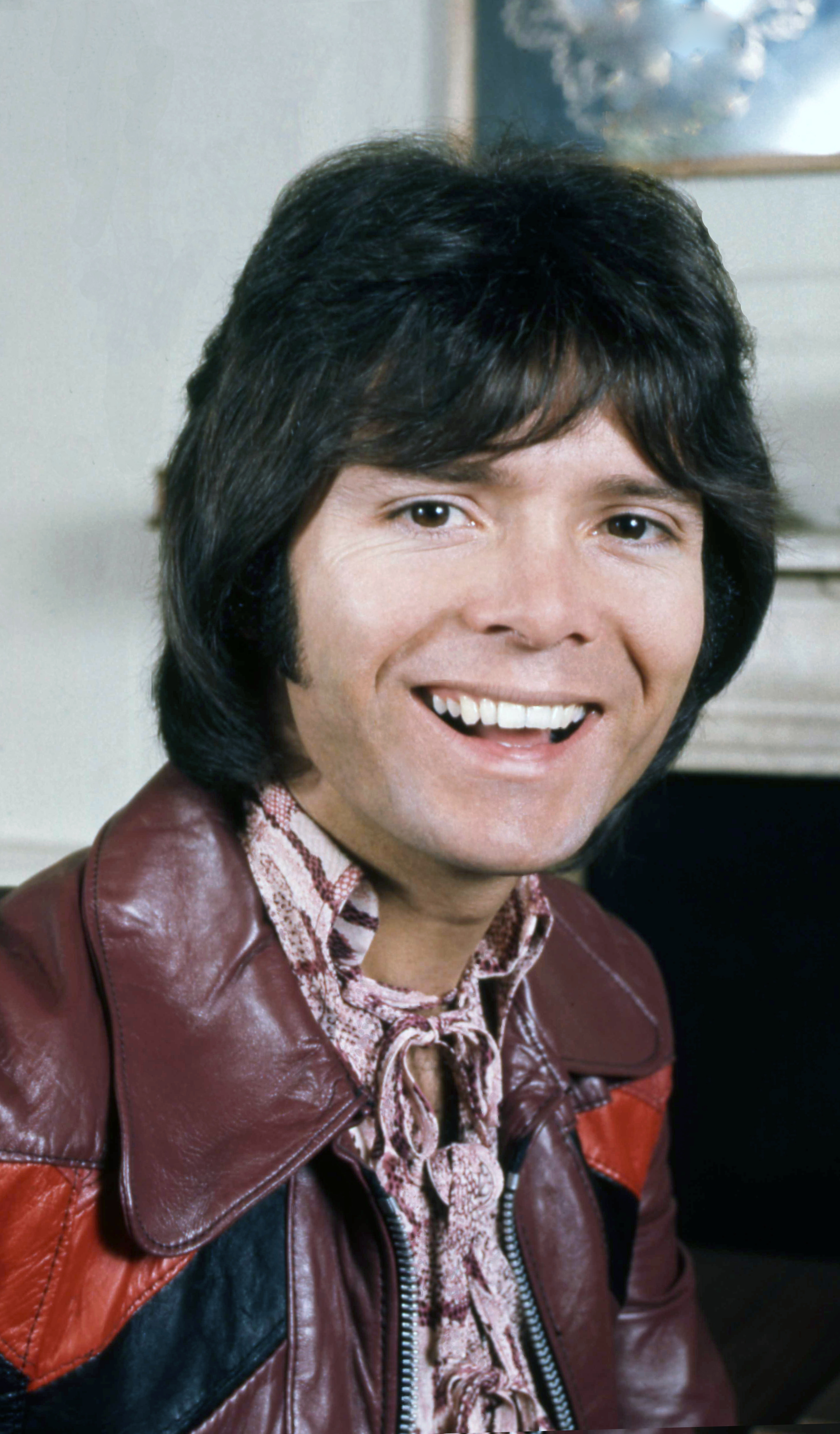
Cliff Richard
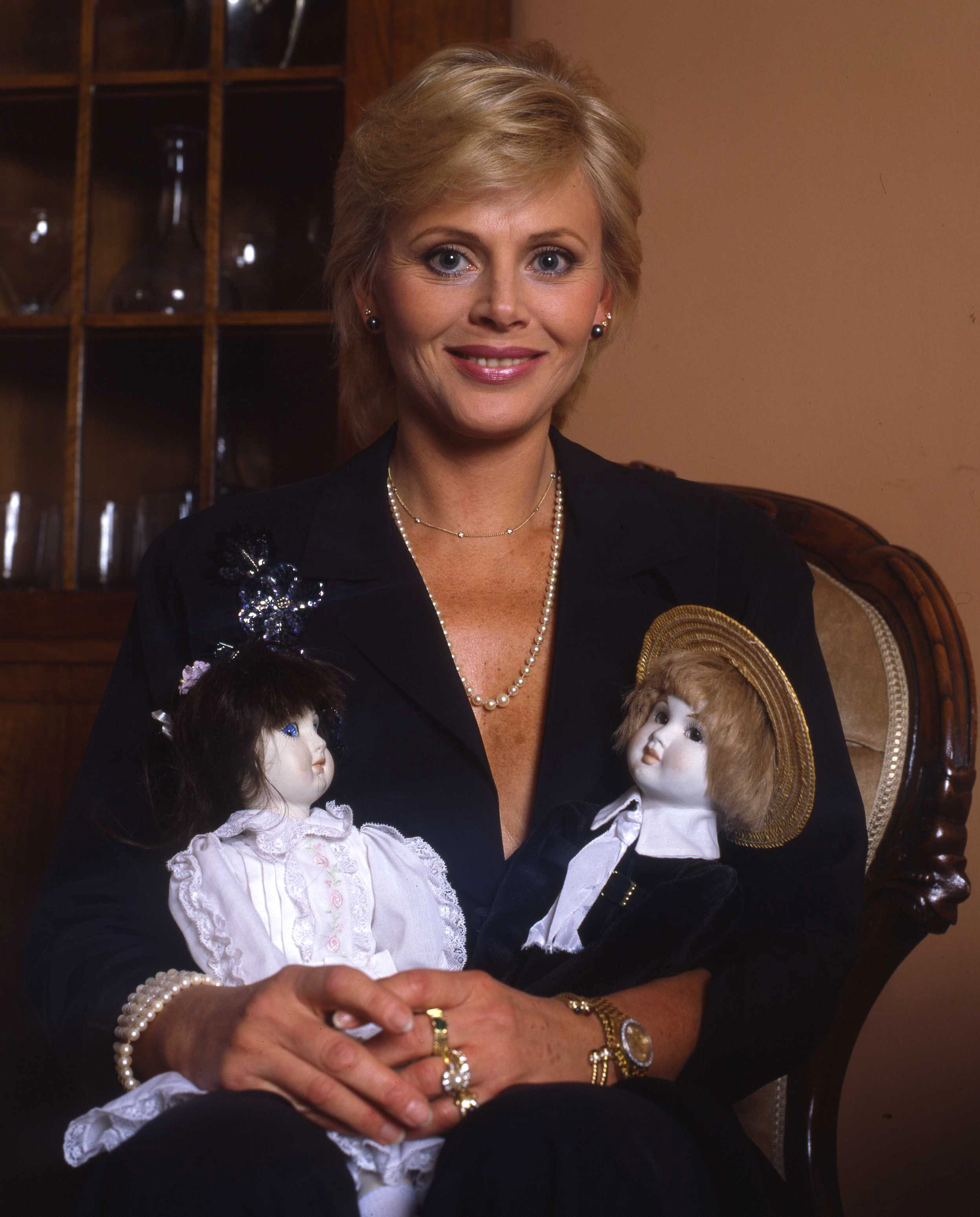
Britt Ekland
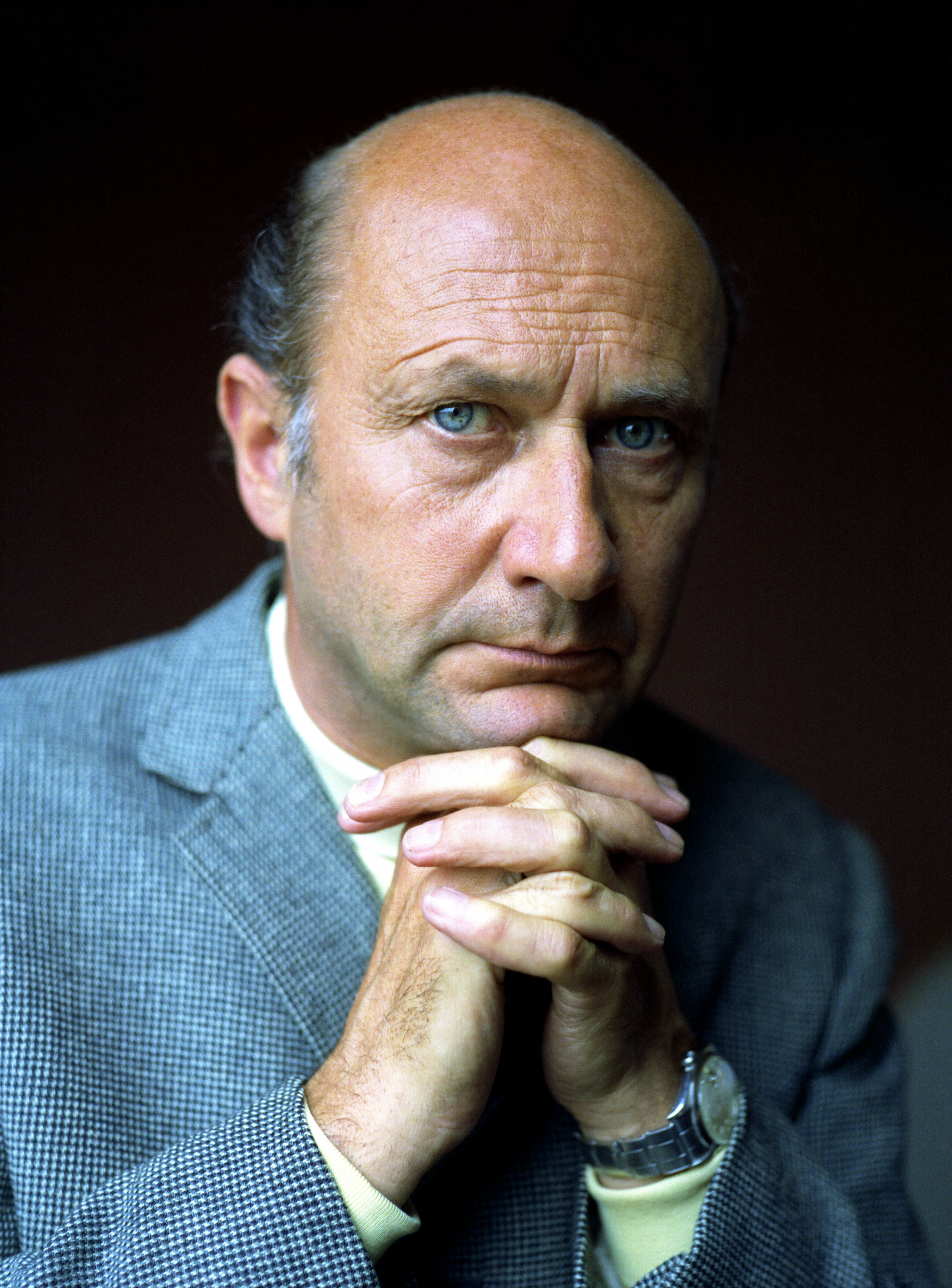
Donald Pleasence
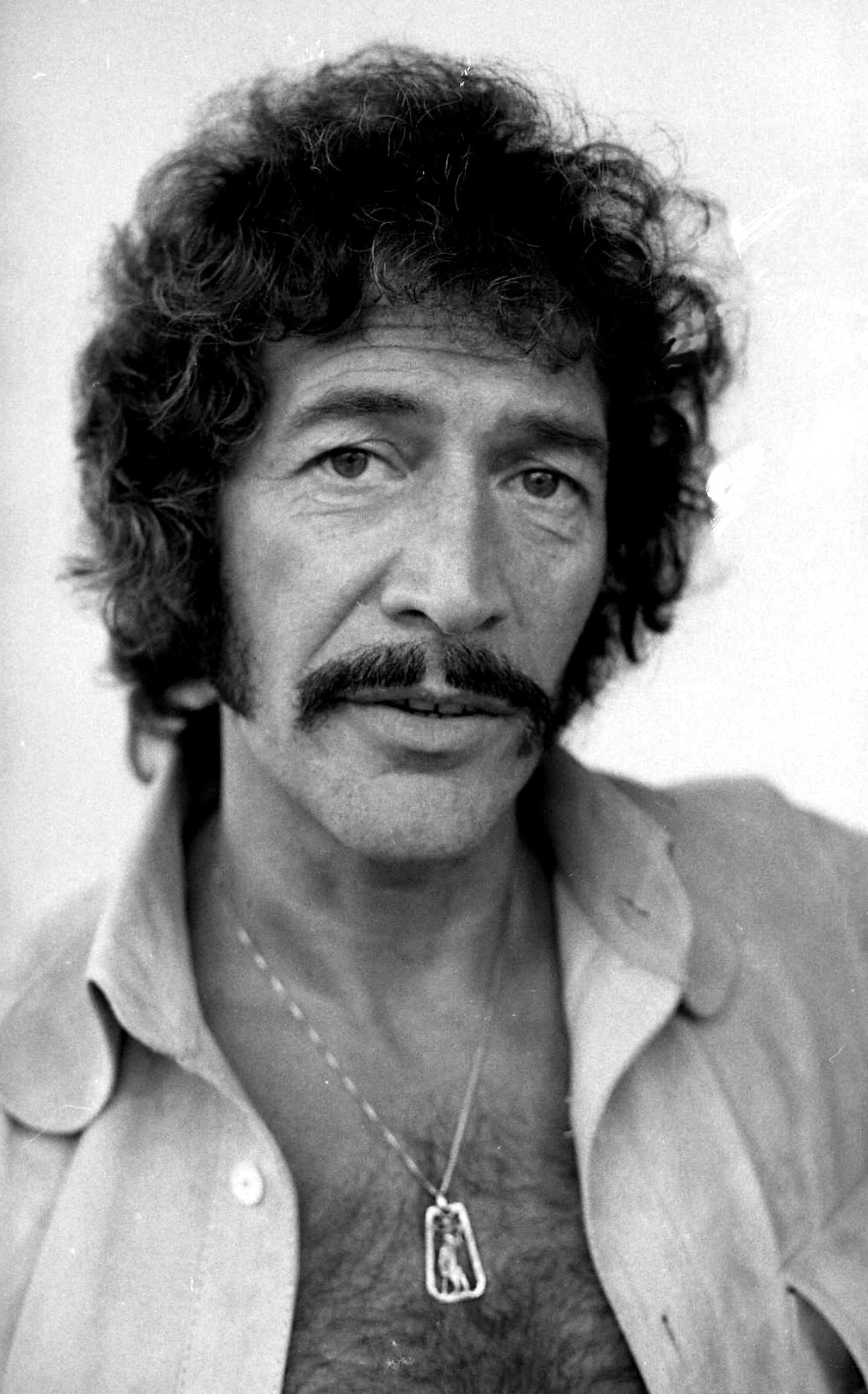
Peter Wyngarde
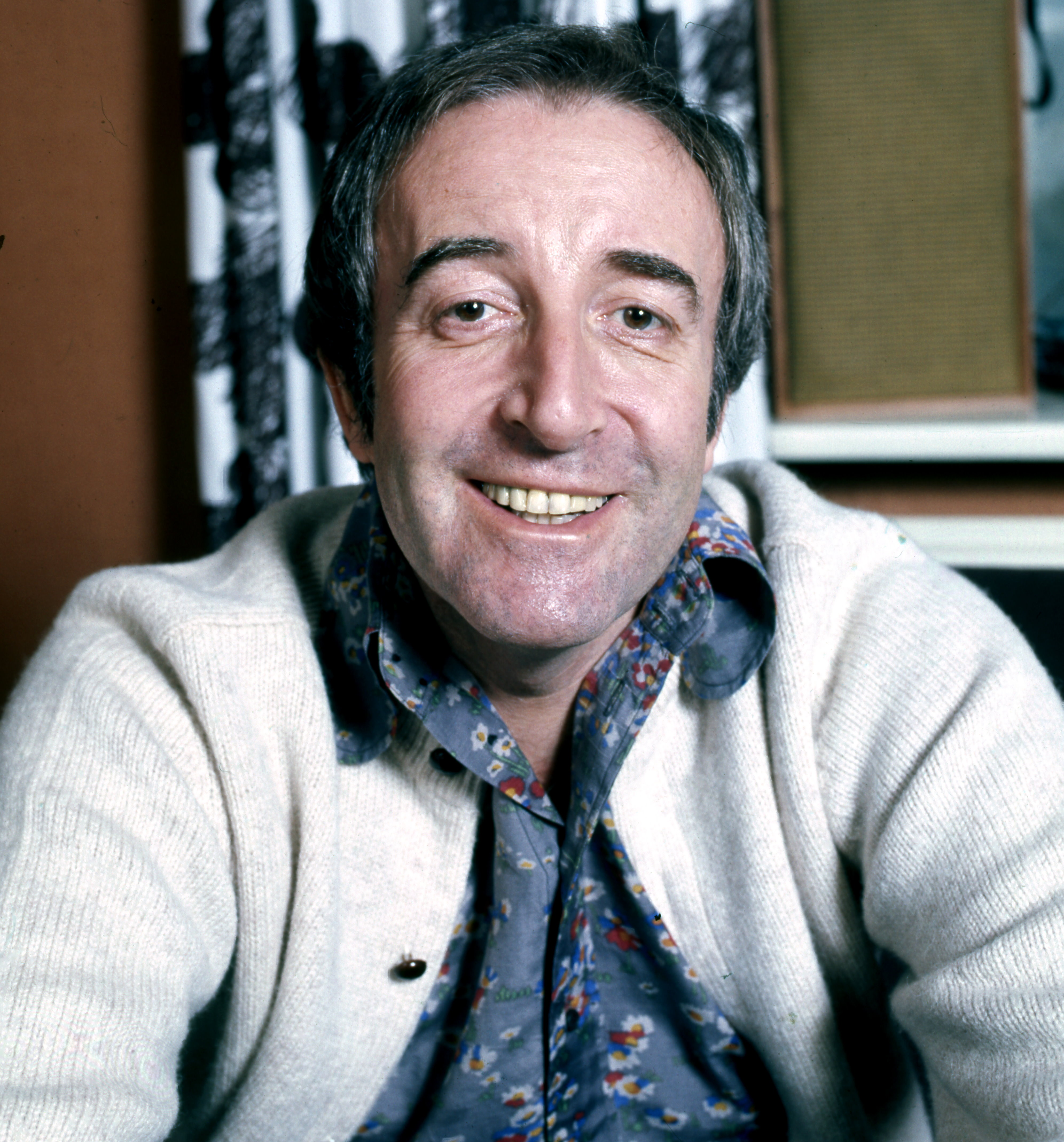
Peter Sellers
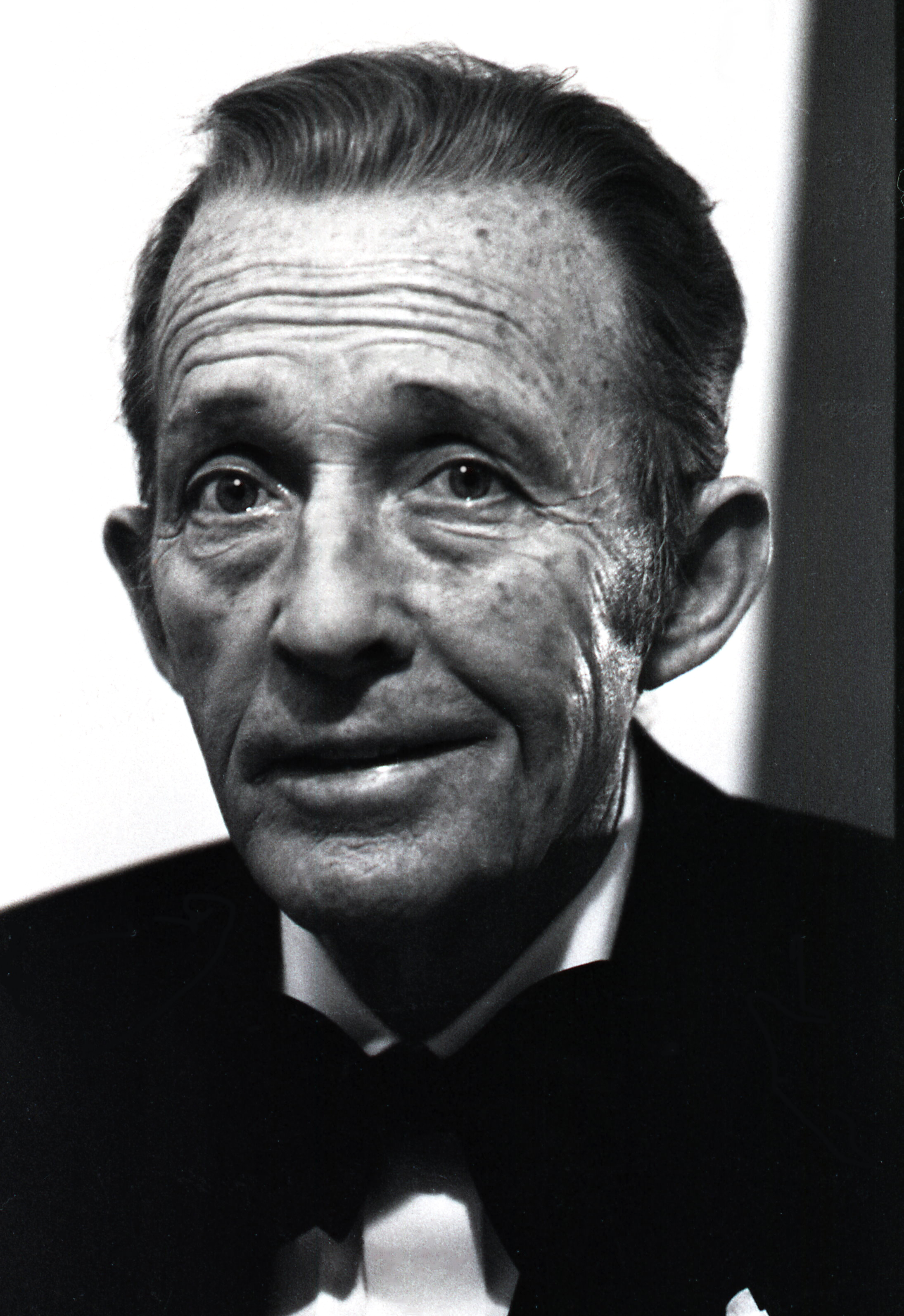
Bing Crosby
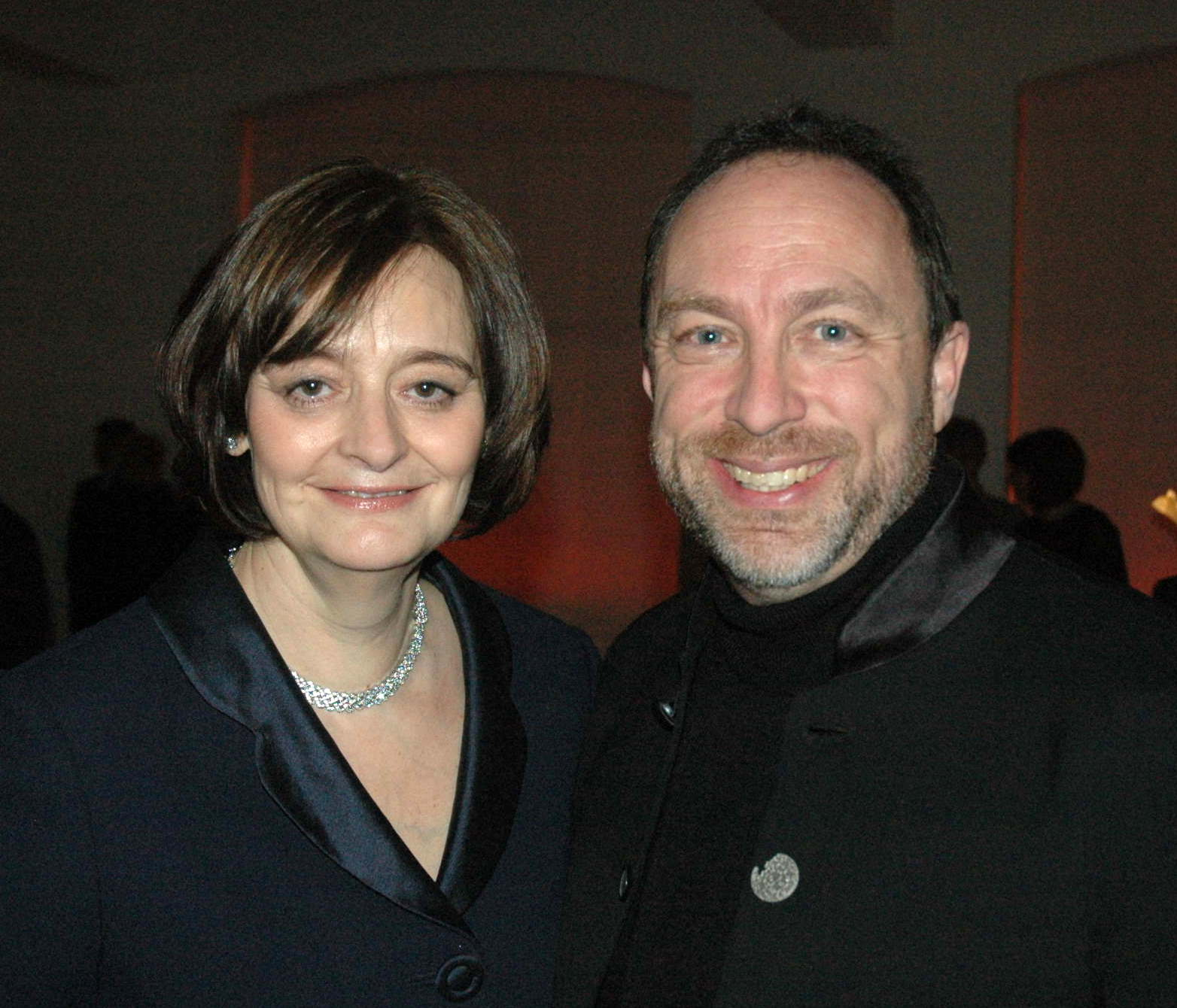
Cherie Blair és Jimmy Wales
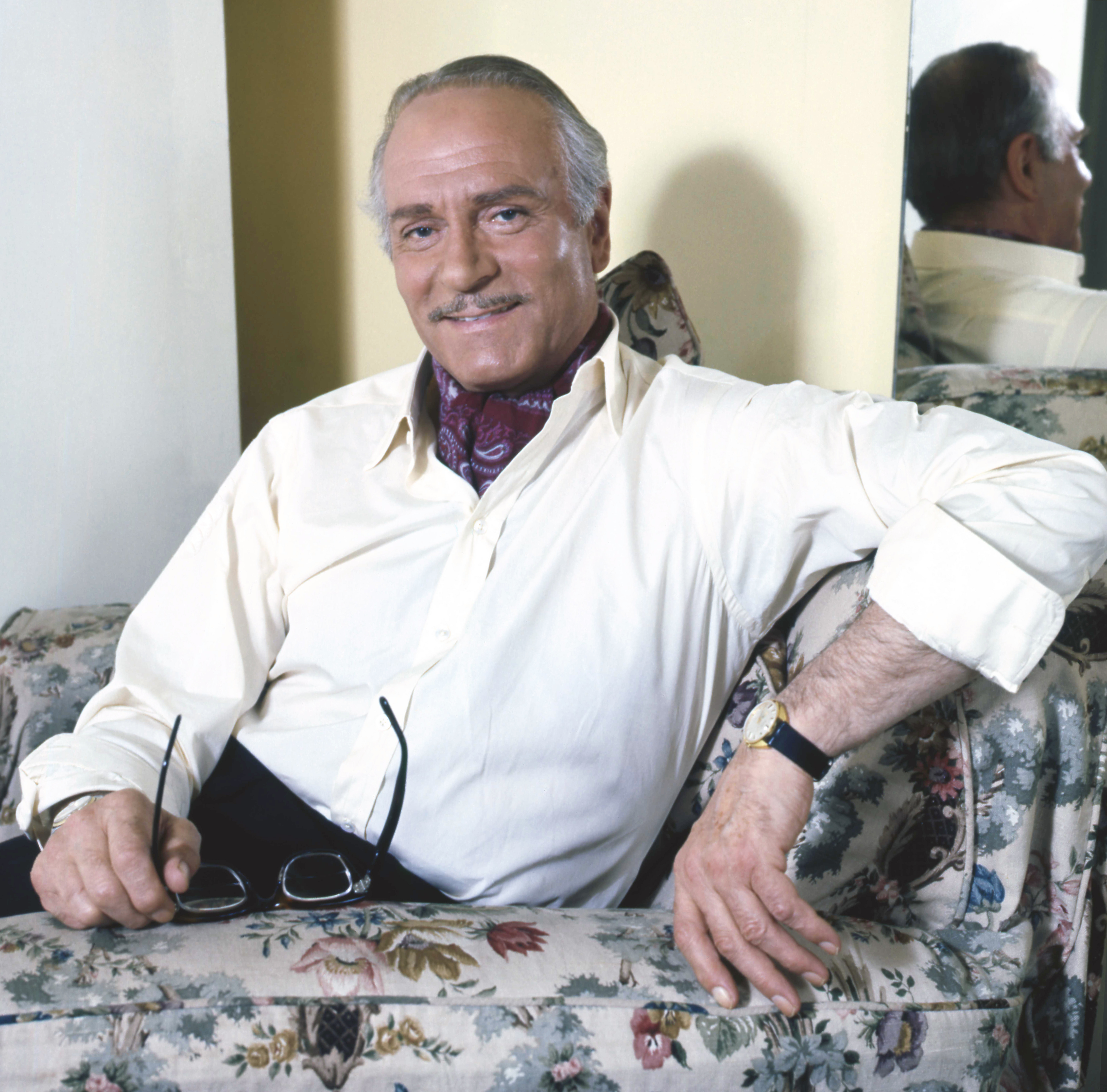
Laurence Olivier
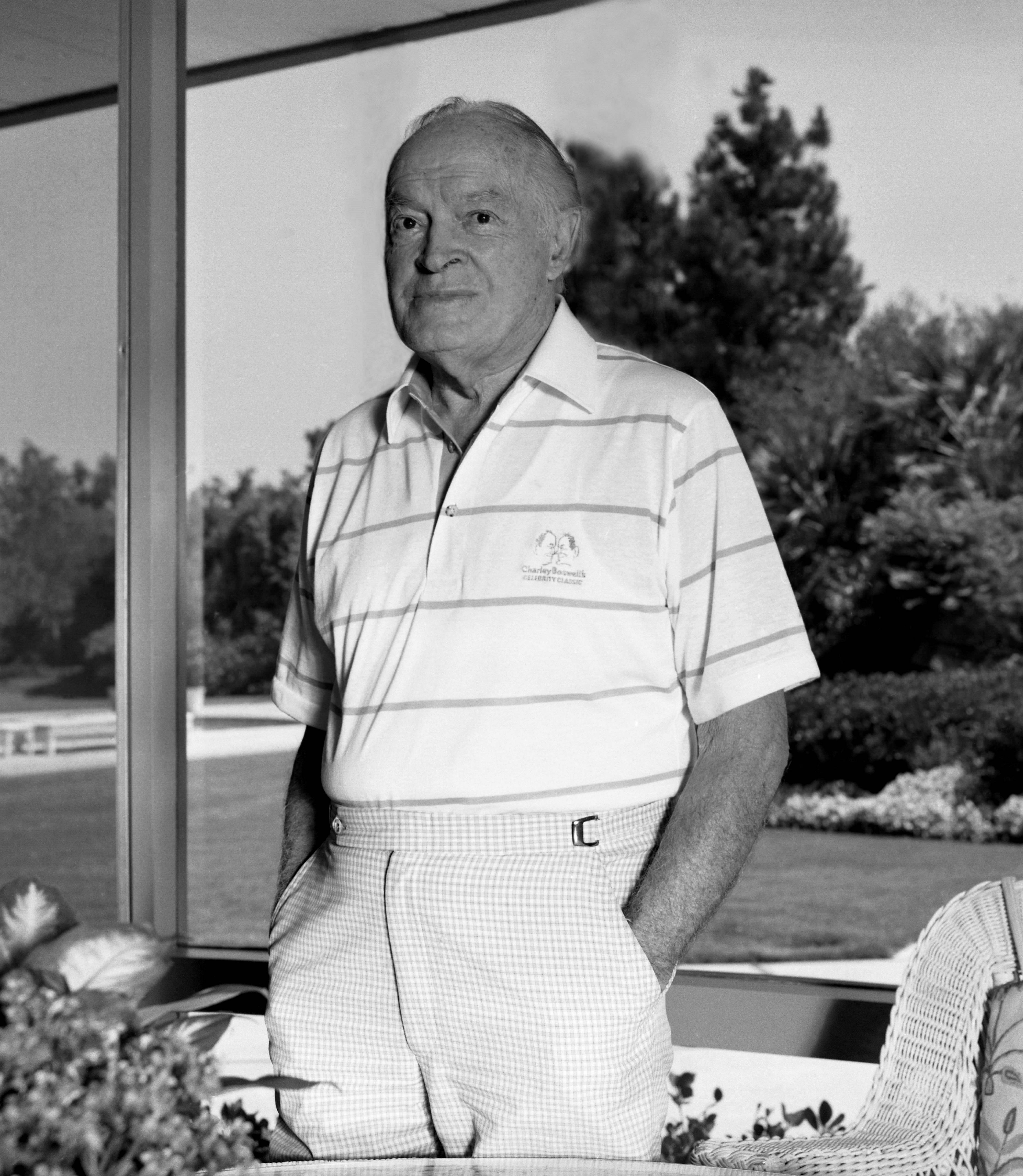
Bob Hope
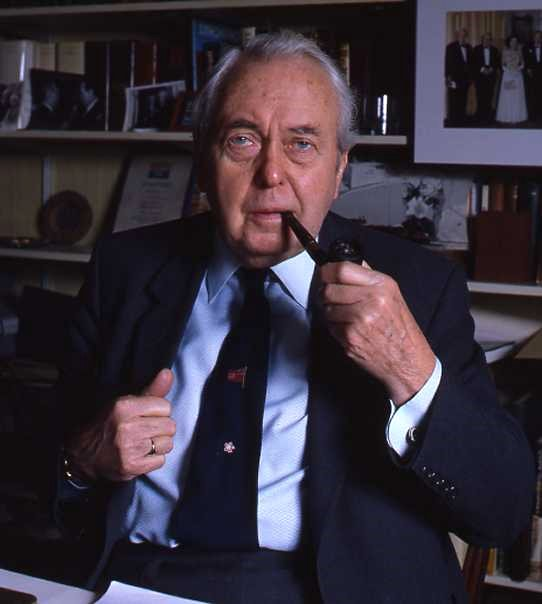
Harold Wilson
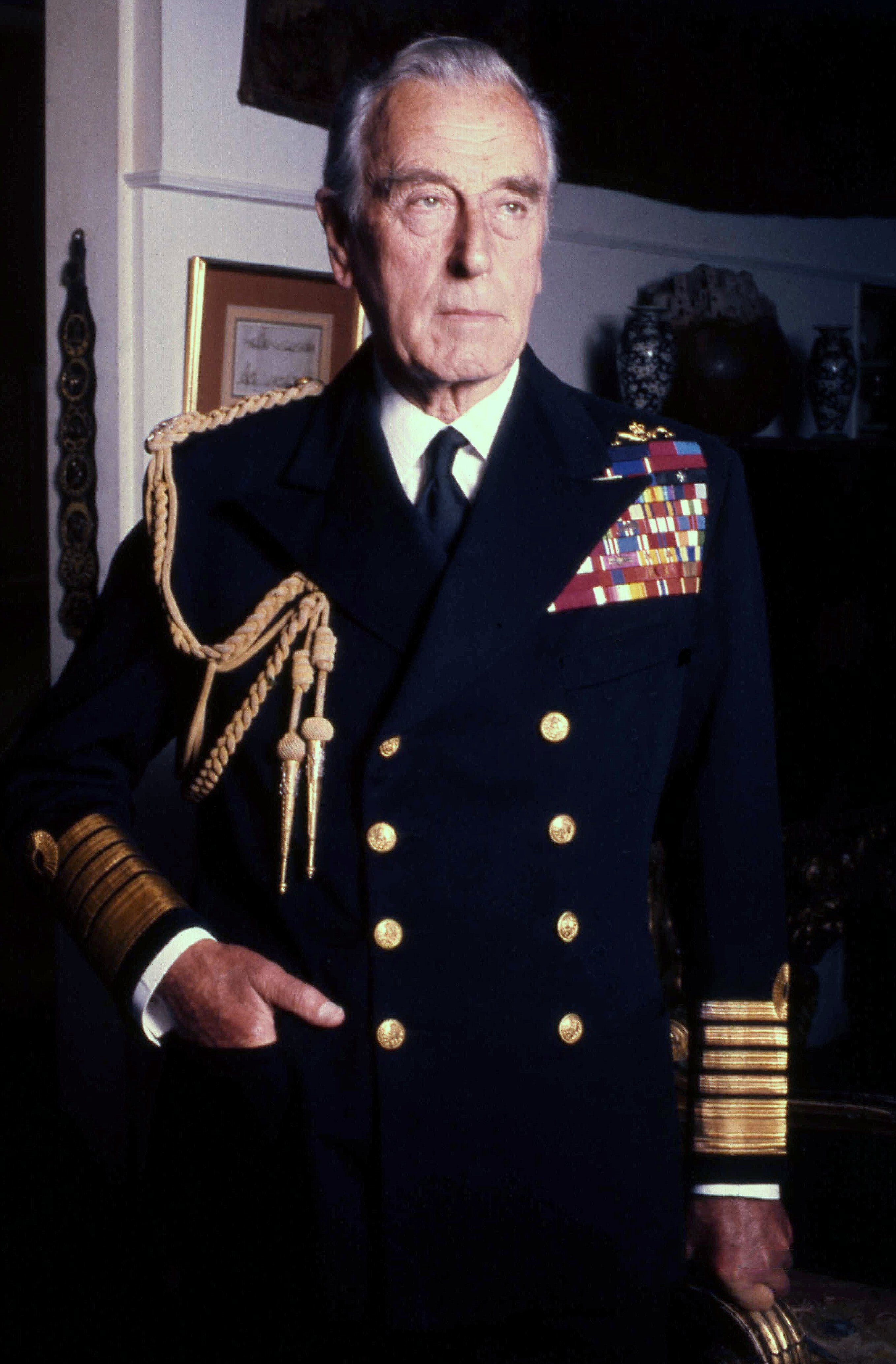
Lord Mountbatten
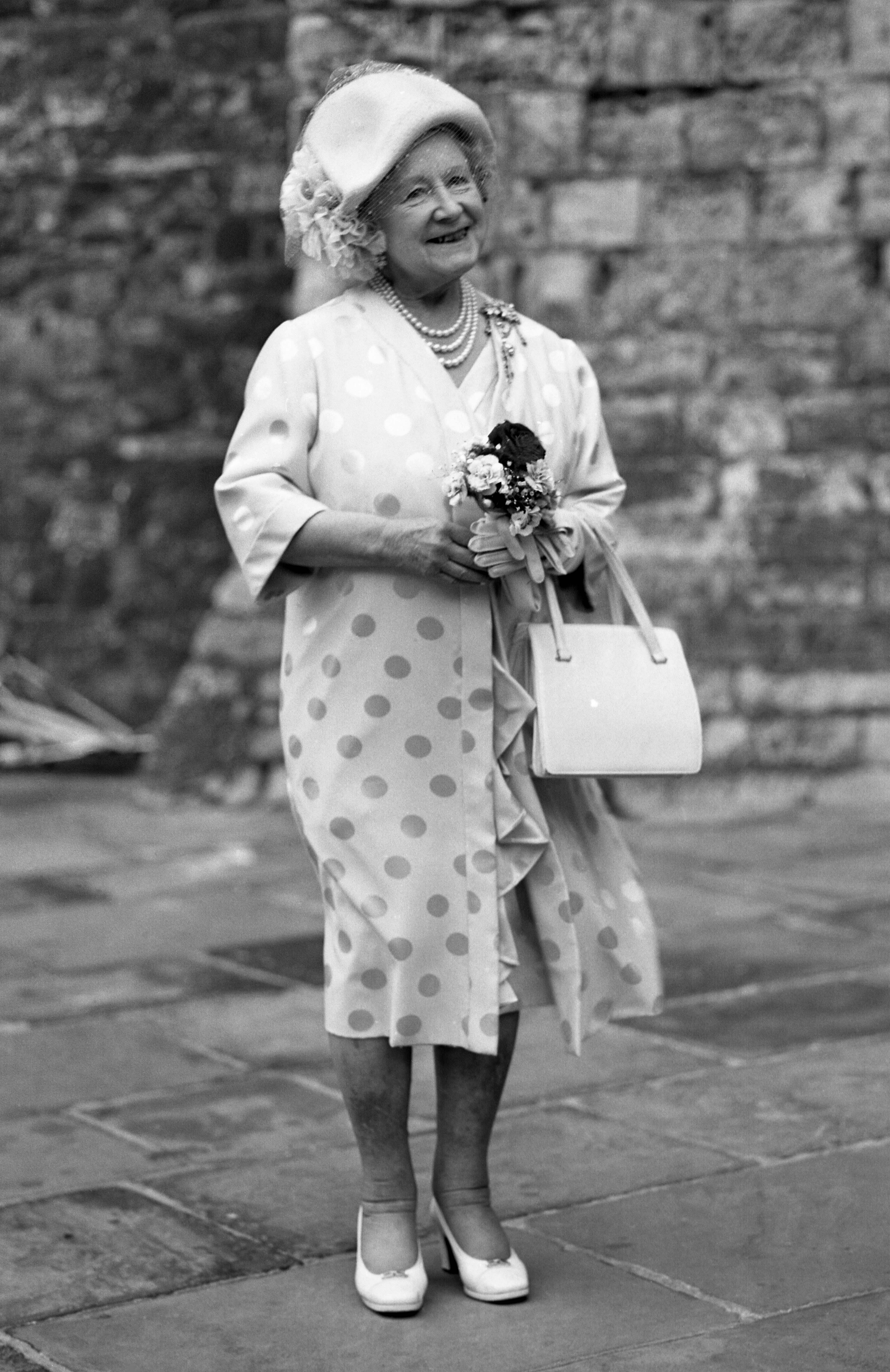
Erzsébet brit királyné, II. Erzsébet édesanyja
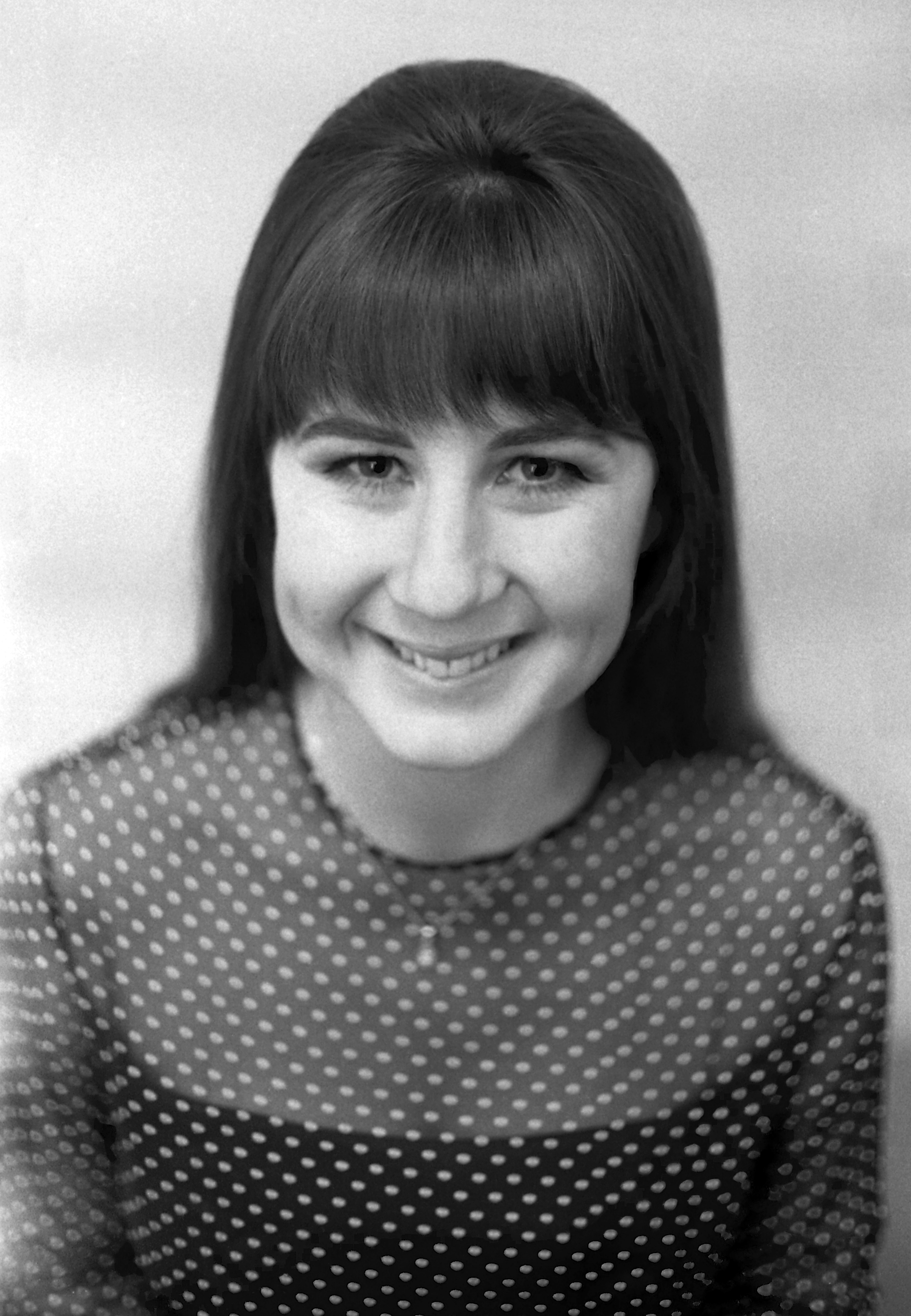
Judith Durham